# Dějiny Jihlavy

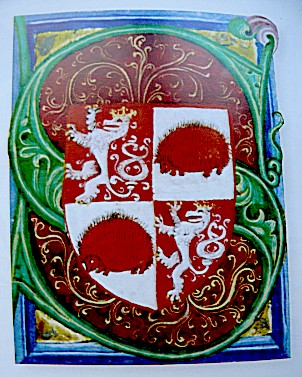
Znak Jihlavy v Gelnhausenově kodexu, právní knize města

Město Jihlava má dlouhou historii, sahající až do 12. století.

## Počátky osídlení a legendy o založení města
Nejstarší připomínka o osídlení území Jihlavy je únětický bronzový náramek ze tří spirál z doby bronzové, na ulici Na Hliništi byla nalezena athénská tetradrachma (kolem 187 n. l.). Počátky Staré Jihlavy jsou kladeny do 2. poloviny 12. století. Tržní ves vznikla nad brodem na levé straně řeky Jihlavy pravděpodobně jako jedna z etapových osad na Haberské stezce. Založena byla českými osadníky tzv. vnitřní kolonizací. Osada se tak stala východiskem pro další osidlování okolí. Se založením osady souvisí i stavba kostelíku svatého Jana Křtitele s hospitálem a hřbitovem, která je řazena do poslední čtvrtiny 12. století či před rok 1200. První písemná zmínka pochází z roku 1233, kdy je osada uvedena v listině želivského kláštera jako Giglava. Do stejného roku se hlásí i listina olomouckého biskupa Roberta, která potvrzuje koupi majetků v Jihlavě želivským klášterem. V listině je vyjmenováno i 13 desátkových vsí náležejících ke kostelu sv. Jana Křtitele v Jihlavě. Tato listina ale není pravá a byla napsána nejdříve v roce 1243. Při jejím psaní byla ale využita i nějaká pravá listina biskupa Roberta.

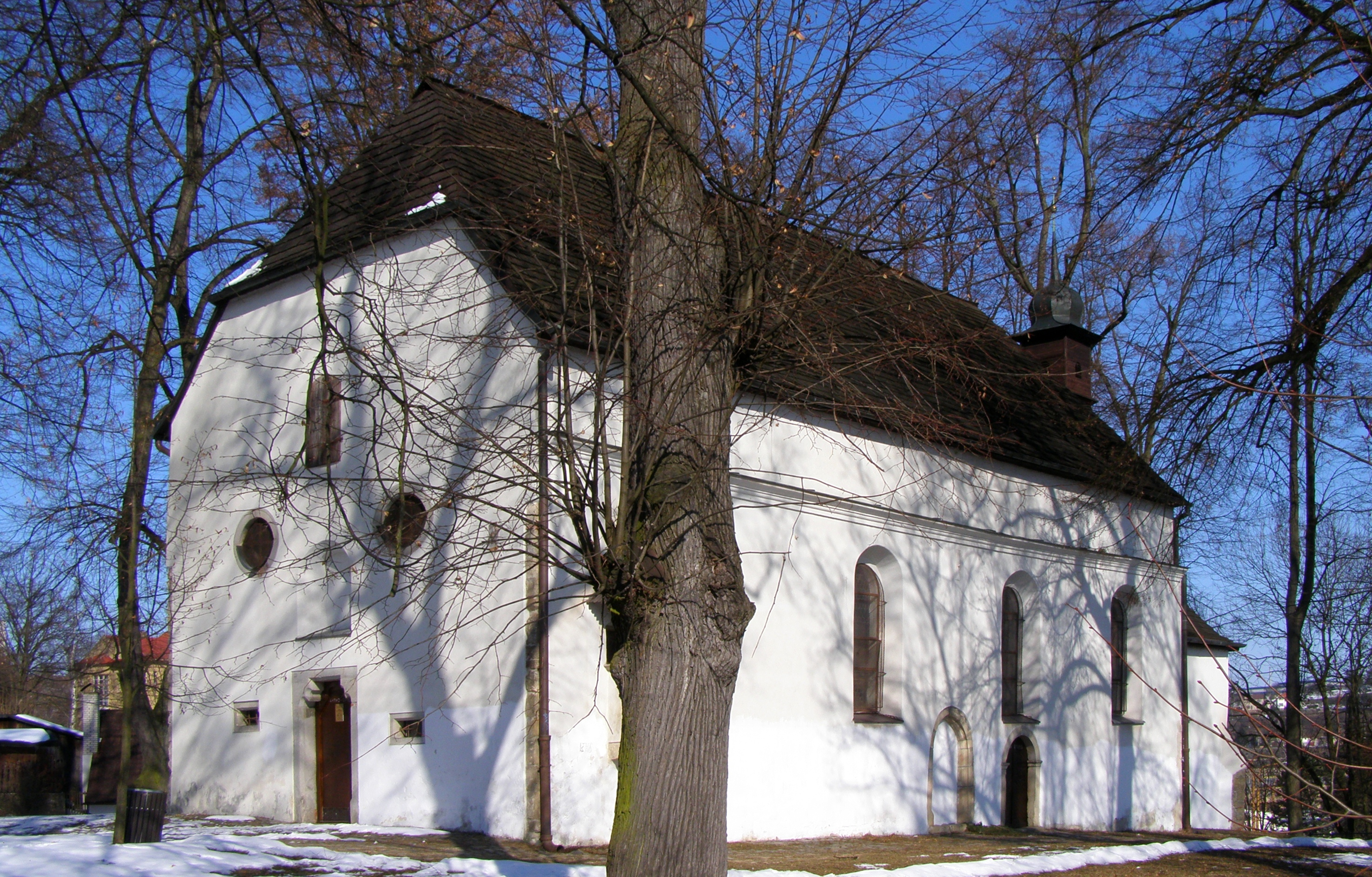
Kostel sv. Jana Křtitele

V souvislosti se založením Jihlavy se tradují tři legendy. V té nejznámější se vyskytuje hrnčíř, který žil ve Starých Horách a jemuž všechny výrobky hrnčířské dílny praskaly. S tímto problémem se svěřil projíždějícímu kupci. Ten pochopil, že řemeslníkovy nezdary způsobuje stříbro obsažené v hlíně. Cizinec koupil hrnčířův domek s pecí, kterou rozbořil a nalezl v ní kus stříbra. Povolal horníky, kteří zde založili důl a na nedalekém návrší kostelík zasvěcený sv. Janu Křtiteli i město. Další pověst pochází od Václava Hájka z Libočan, podle ní zde město založili Moravané a Němci, kteří se vydali do Čech na loupežnou výpravu. Město pojmenovali podle množství ježků (ježek je v němčině Igel) v okolí. Třetí zkazka dává vznik Jihlavy do souvislosti s vojenským tažením franckého vládce Karla Velikého proti Avarům. Francký král měl podpořit své krajany při budování města – Jihlavy. Všechny tři pověsti však mají společné jedno – dataci založení města do roku 799.

## Dějiny od 13. století do současnosti

### 13. století
K objevu stříbrných rud v okolí osady došlo v období let 1234–1240 a v té době král Václav I. vyměnil Jihlavu, Brtnici a další statky, aby tak výnosnou půdu získal zpět. Roku 1233 totiž území připadlo tišnovskému klášteru. Intenzivní těžba stříbra se rozvinula od 40. let 13. století. Tehdy docházelo k intenzivnímu osídlení přímo v místech těžby (tzn. ve Starých Horách). V Jihlavě se poprvé v českých zemích těžilo pod povrchem. Nejstarší doklad o těžbě pochází z 30. září 1275. Od počátku 40. až do 80. let 13. století je jihlavské stříbro hlavní zdroj hospodářské moci českých králů Václava I. a Přemysla Otakara II. Těžba rovněž umožnila rychlý a dynamický rozvoj nového města, jenž ovlivňuje v horním právu i středoevropský vývoj. Mezi nejvýznamnější tehdejší obyvatele patřil pražský patricij a podnikatel Eberhard, velkou moc však měli urburéři, kteří udělovali jménem krále kutací povolení, za což byla králi povinně odváděna podnikateli příslušná část výtěžku ve formě tzv. urbury.

Nové obyvatelstvo do Jihlavy přicházelo v souvislosti s těžbou stříbra zejména z německy mluvících zemí – rakouského Podunají a alpských zemí, což se stalo základem pro Jihlavský jazykový ostrov. Do nového města přicházelo pravděpodobně množství lidí, ochotných se účastnit na těžbě a zpracování stříbra. O stěhování lidu do okolí Jihlavy se zmiňuje i kronika dominikánského kláštera v alsaském Colmaru za Rýnem. Počáteční chaotické osidlování nahradila rychlá a plánovaná výstavba.

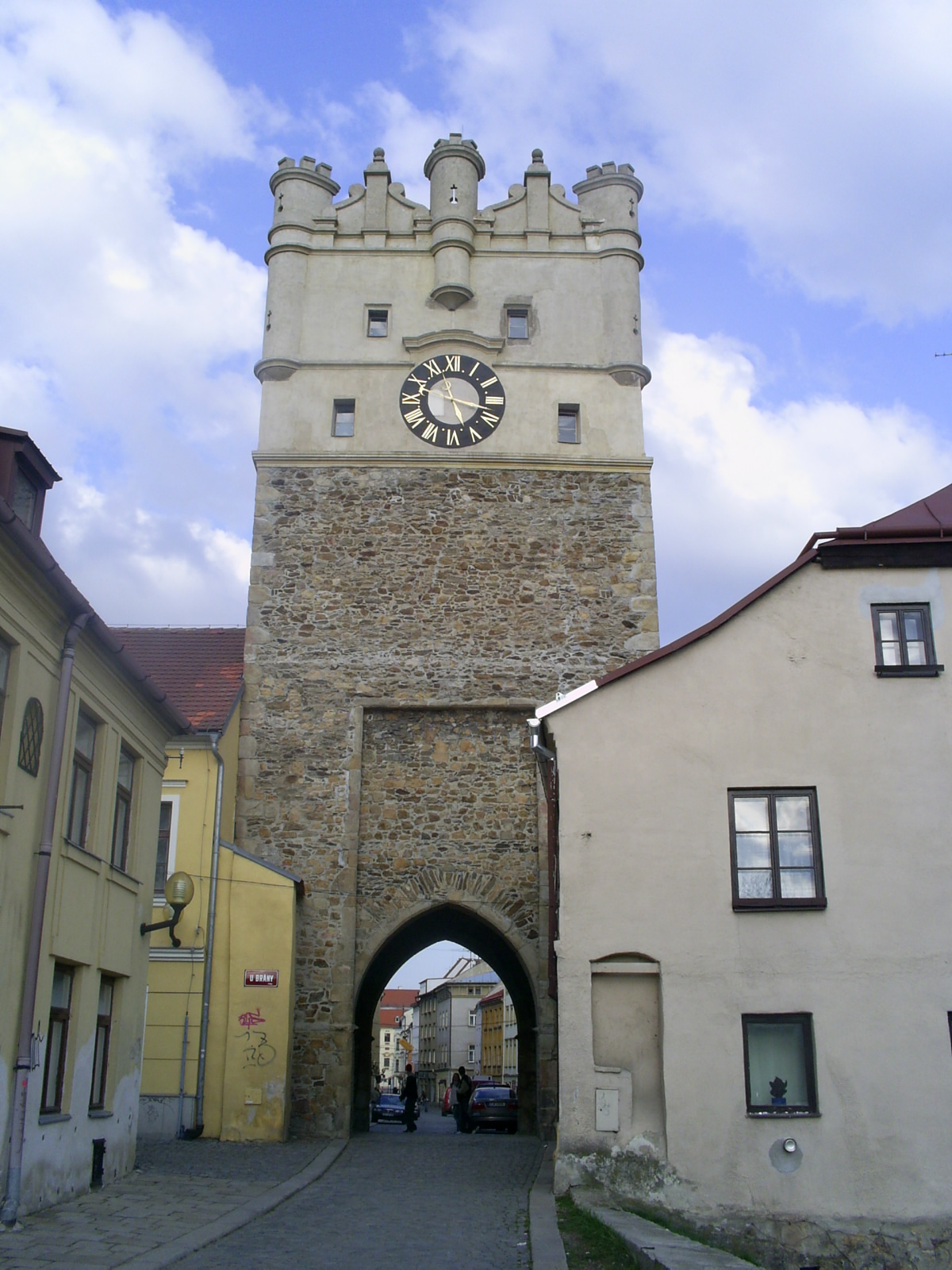
Brána Matky Boží

Nové jihlavské město vzniklo na široké ostrožně jižně od Staré Jihlavy snad již kolem roku 1243. Mělo horní i městské právo. K přemístění došlo z vojenských, bezpečnostních a prostorových důvodů. Okolo velkého obdélného tržiště vzniká světská zástavba, okolo tržiště se nachází kostel sv. Jakuba Většího (31. května 1257 stal farním), klášter dominikánů s kostelem Povýšení sv. Kříže (založen roku 1247 a vysvěcen roku 1261) a konvent minoritů s chrámem Nanebevzetí Panny Marie (postaven kolem roku 1250), jenž se stal první kamennou stavbou ve městě. Plocha tržiště je orientována v ose SSZ–JJV, terén se ovšem svažuje od severu k jihu. Ve 2. polovině 13. století uprostřed vznikl kupecký dům, který rozdělil náměstí na horní a dolní. Počátky kupeckého domu souvisí s právem skladu, které město obdrželo roku 1269.
Hradební systém je doložen v 60. letech 13. století. První byla mohutná zeď, u paty šířka 2–2,5 m a výška 5–6 m, jejíž materiál tvořily migmatitizované ruly a navětralé žuly na plášti a méně kvalitní kámen uvnitř. Pak následovala parkánová hradba o šířce jeden metr, parkán navyšovaly postupné navážky, které spojovaly obě kamenné zdi. Fortifikace byla zpevňována válcovitými či hranolovými věžemi. Třetí obranný pás sestával z příkopu. Do města se vstupovalo pěti hlavními branami – západní Matky Boží, severní Křížová a Špitálská (dnešní ulice Komenského), jižní Brtnická a východní Česká (dnes Brněnská).
Stavební řád Přemysla Otakara II. pochází z 12. ledna 1270, jde o nejstarší stavební řád v českých zemích. Vznikl tak půdorys s pravoúhlým křížením ulic se středovým tržištěm – náměstí o rozloze 3,6 ha. V 80. letech 13. století byla Jihlava druhým největším a nejvýznamnějším městem království. Špitál vznikl roku 1258, již v 70. letech 13. století v Jihlavě existovala městská škola na faře sv. Jakuba Většího. Od králů Václava I. i Přemysla Otakara II. dostala Jihlava řadu privilegií. Např. roku 1272 získalo město právo těžit zlato až po Sezimovo Ústí. V roce 1275 tu vznikla mincovna, kde se razily denáry a brakteáty. Koncem 80. let 13. století se objevují přírodní a technické problémy s těžbou, když se vyčerpala povrchová ložiska. Od roku 1290 je jihlavská těžba ve stínu té kutnohorské.

### 14. století
Roku 1300 je uzavřena jihlavská mincovna, jež je přesunuta právě do Kutné Hory. Dláždění města proběhlo na počátku 14. století. Nejbohatší vrstvy obyvatel v té době bydlely kolem náměstí a v ulicích Matky Boží, Špitálské a Křížové. V roce 1306 byla Jihlava obsazena vojskem Rudolfa Habsburského, v prosinci 1307 ji obsadil Rajmund z Lichtenburka jménem Jindřicha Korutanského. Znojemskými dohodami 14. srpna 1308 byla zastavena Fridrichu Sličnému a vykoupena byla až následující rok. V průběhu 14. století rychtářovu moc částečně přejímá nově tvořená městská rada. Již roku 1321 je doložen purkmistr.

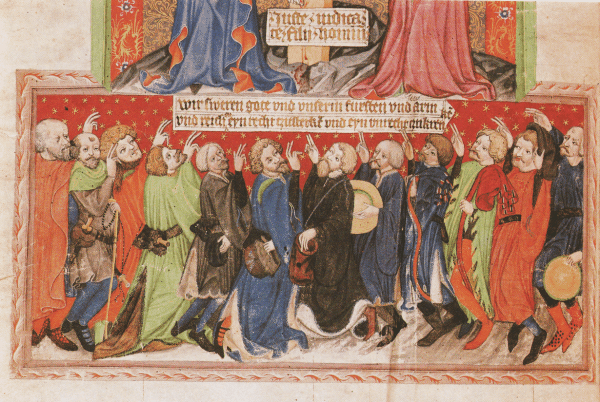
Konšelská přísaha z Gelnhausenova kodexu (14. století)

Od 14. století význam těžby v Jihlavě klesal, přesto jihlavské horní právo zůstávalo základem právního pořádku i v jiných horních oblastech. Král Jan Lucemburský Jihlavu roku 1325 zval prvním horním městem Českého království. Z příkazu moravského markraběte Karla z 15. srpna 1345 musela Jihlava přijmout do města Židy, ti přišli z Brna a usadili se v místech dnešní Židovské ulice, rychle tu vznikla škola i synagoga. Židovská komunita měla svou samosprávu s rychtářem a přispěla k velkému hospodářskému rozmachu v 70. a 80. letech 14. století.
V květnu 1353 město poničil obrovský požár, který postihl původní dřevěnou zastávku i podloubí lemující náměstí. Pro tuto tragédii jí moravský markrabě Jan Jindřich odpustil na 5 let daně. Bohatí jihlavští měšťané skupovali statky v okolí, často tak v polovině 14. století vlastnili tolik majetku jako drobné i střední zemskodesková šlechta. Výnosy z majetku investovali do výstavby nákladných městských paláců. Nově se stavěly ve středu města patrové domy s gotickými štíty. V polovině 14. století okolo kupeckého krámu na náměstí vzniká další zástavba, která je od roku 1551 nazývána Gröczl (Kretzl).
Stříbrné doly poničily rovněž záplavy a zemětřesení v letech 1328 a 1376. Václav IV. v roce 1378 pověřil hormistra Mauritia obnovou vodou zničených jihlavských dolů, vytěžené stříbro je odváženo do brněnské mincovny. Město se však více než na těžbu orientuje na řemesla a obchod. Dalším zdrojem rozkvětu byl dálkový obchod. Do Jihlavy se dováželo víno (z Moravy, Rakous a Uher), dále pak sůl, kůže, dobytek, solené ryby a koření a z Jihlavy se vyváželo především sukno a to do Vídně, Tullnu, Kremže a Eggenburgu, dále se vyváželo pivo, dřevěné uhlí, olovo a řemeslnické výrobky.
Po úpadku těžba stříbra se rozvíjí řemesla, řemeslníci se druží do cechů. V roce 1349 byl založen cech soukeníků, dále 1361 pekařů, 1368 kramářů, 1385 nožířů, 1386 koželuhů, 1387 řezníků atd. Roku 1391 se v Jihlavě odehrálo „povstání cechů“, kdy řemeslníci protestovali proti údajnému omezování obecních práv ve prospěch městské rady, které měl schválit markrabě výměnou za dodávku stříbra do brněnské mincovny. Po několika násilnostech se řemeslníci radě podrobili. Koncem 14. století je připomínána i jihlavská radnice. Na konci 14. století měla Jihlava necelých 5000 obyvatel. Od Lucemburků získala řadu dalších privilegií, např. Jan Lucemburský město osvobodil od řady daní a poplatků a Karel IV. potvrdil a rozšířil městská práva a svobody.

### 15. století

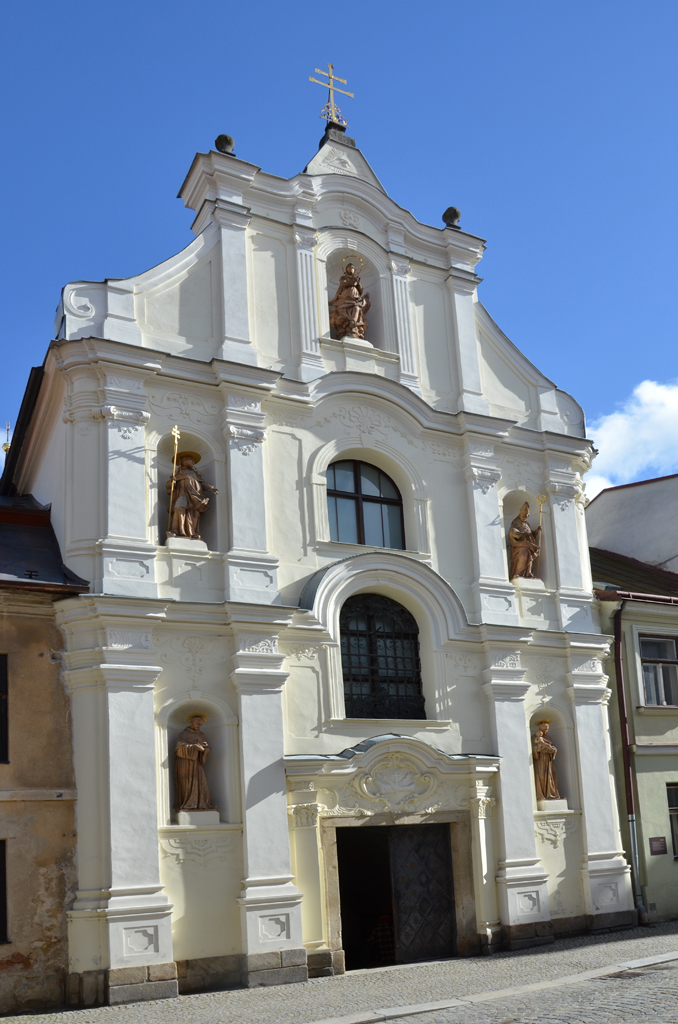
Kostel Nanebevzetí Panny Marie

Počátkem 15. století byla ražba mincí v Jihlavě obnovena – měšťané Jan Magdalenin a Zlatník razili asi drobné, méně hodnotné mince se čtyřhrannými ražbami, s obrazem orlice a písmenem I. Během 15. století ražba pokračovala, kontramarkovaly se české groše. Ve střejné době, během moravských markraběcích válek, byla Jihlava vystavena pokusu o ozbrojený přepad: 19. února 1402 loupeživí rytíři vedeni Zikmundem z Křižanova zaútočili na Jihlavu jako odvetu za věznění zadluženého Zikmundova švagra Heřmana z Bukové. Měšťané však v noci útočníky zpozorovali a zahnali. Na jihlavské straně byly čtyři oběti, na straně útočníků sedm mrtvých a 12 zajatců. V roce 1436 bylo v kostele Nanebevzetí Panny Marie vytvořeno nástěnné vyobrazení přepadení Jihlavy z tohoto roku. Nemá obdobu v českých zemích.
V roce 1420 na jihlavské faře našli útočiště želivští mniši s klenoty a archivem. O rok později sem přišli i mniši ze zničeného sedleckého kláštera. Z čehož se dochoval rukopis Kroniky zbraslavské. Během husitských válek se Jihlava přiklonila k Zikmundovi a katolíkům. V září 1423 obléhal Jihlavu samotný Jan Žižka. Další obléhání přišlo o dva roky později, kdy na přelomu srpna a září 1425 pod vedením Zikmunda Korybuta a na přelomu března a dubna 1427 Jihlavu obléhali táborité a sirotci pod vedením Jana Roháče. Židé nebyli i vzhledem k rostoucím dluhům Jihlavanů příliš populární, v roce 1425 je proto Albrecht II. Habsburský nechal pod záminkou spolčení s husity vyhnat z města.
Roku 1431 na Jihlavu podnikli nájezd Zdeněk Brtnický z Valdštejna a jemnický purkrabí Jan z Lichtenburka. Jihlava sloužila rovněž jako frontové město, obzvlášť v dobách, kdy okolní města padla do rukou kališníků. Azyl zde našla celá řada obyvatel Stříbrné Skalice, Prahy, Kutné Hory a dalších postižených měst. Ve dnech 5. června až 20. srpna 1436 v Jihlavě probíhala složitá jednání o přijetí basilejských kompaktát. 14. srpna 1436 byl ve zdejším kostele sv. Jakuba Staršího uznán Zikmund Lucemburský českým králem, za českého krále ve stejném svatostánku byl přijat i Albrecht II. Habsburský dne 8. června 1438. V polovině 15. století Jihlava měla asi 500 domů, mezi moravskými městy byla na třetím místě za Brnem a Olomoucí. Ražba mincí pokračovala v letech 1458–1465 a 1489–1495.
V letech 1458 a 1471 město obléhala královská vojska Jiřího z Poděbrad, během bojů byla zničena předměstí i původní osada Stará Jihlava. Roku 1467 byl Zelenohorskou jednotou zvolen českým králem polský král Kazimír IV. Jagellonský, který však volbu nepřijal. Téhož roku Jiří z Poděbrad Jihlavu potrestal za nepřátelský postoj odebráním vrchního horního práva, které předal Kutné Hoře. Českým králem byl korunován v Jihlavě Matyáš Korvín 27. května 1471. Roku 1472 Jihlava podnikla výpravu proti Německému Brodu, v jehož těžbě stříbra a řemeslech viděla konkurenci. 29. července 1474 vypukl požár, když město zasáhla bouře. Vyhořelo 67 nejvýstavnějších domů v hradbách u Matky Boží a zemřelo více než 20 osob.

### 16. století

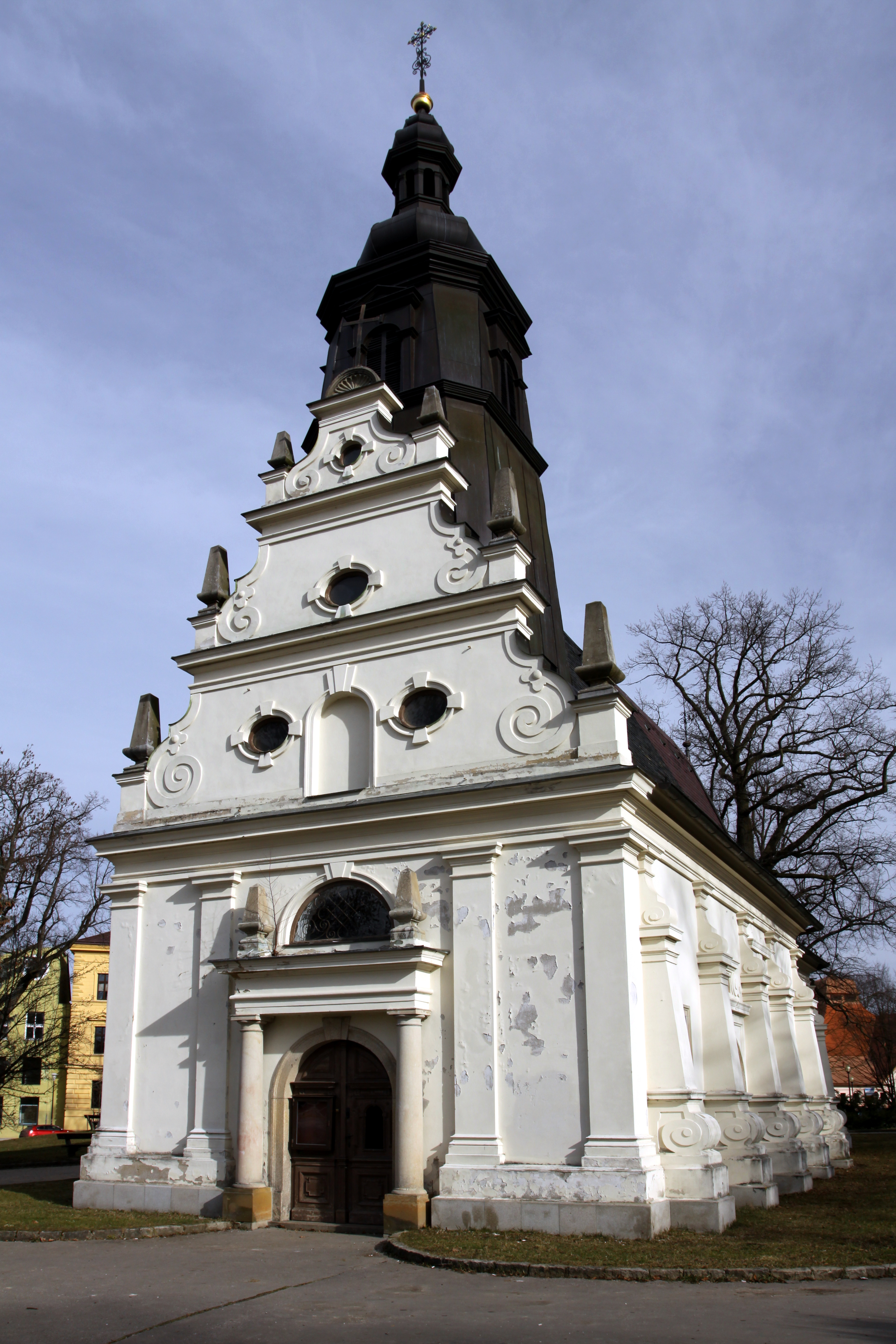
Kostel svatého Ducha

29. května 1513 Jihlavu poničil požár, který vznikl v refektáři dominikánského kláštera, kam si večer pozvali mniši „lehké ženštiny“ a při smažení koblih vznikl požár, shořela převážně severovýchodní část města (údajně 90 domů, Špitálská brána a 13 mrtvých). V říjnu 1520 se protrhl rybník Lukáš a následkem toho i 13 dalších rybníků, povodeň zničila předměstí U Koželuhů a způsobila 32 úmrtí. Ve 20. letech 16. století proběhla revolta místních řemeslníků, kteří si prosadili silnější slovo při jednání městské rady, a přítomnost podnikatelské vrstvy v radě pozitivně ovlivnila výrobní a obchodní rozmach města. I další požár z 18. května 1523 způsobilo smažení koblih, tentokráte byly vinny opilé ženy jihlavských soukeníků. Oheň tentokrát zničil prakticky celou Jihlavu a vyžádal si 23 lidských obětí. I když se ihned započalo s opravami, část obyvatel (především řemeslníci) nečekala a odstěhovala se do jiných měst. Král Ludvík Jagellonský na dvacet let městu snížil daně.
Již od 20. let 16. století v Jihlavě fungovaly dvě lékárny. Obyvatelstvo ničil mor, v Jihlavě propukly epidemie v letech 1483, 1507 a 1520, kdy počet obětí přesáhl dva tisíce životů. Za působení luterského kazatele Pavla Sperata na počátku 20. let 16. století se jihlavští občané za dva roky obrátili k protestantství. I přes Speratův nucený odchod v březnu 1523 se myšlenky luteránství po Jihlavě rychle šířily. V roce 1527 při cestě na korunovaci se v Jihlavě zastavil Ferdinand I. a přísahal zde českých stavům, což dodnes připomíná památník. Ve 40. letech 16. století postavil pražský papírník Jan Frey papírnu u jezu ve Starých Horách. Ve zdejších prostorách papírenská výroba fungovala až do roku 1846. Od roku 1545 byla vodou z vodovodu zásobována i kašna na Dolním náměstí. Roku 1549 Jihlavu za revoltu Ferdinand I. potrestal pokutou 25 tisíc tolarů a tzv. dědičným pivním grošem (za každý sud piva se musela odvádět určitá částka), což pro město při jeho produkci piva znamenalo značnou zátěž, ze které se vykoupilo až roku 1575.

V polovině 16. století do Jihlavy začíná přicházet nový umělecký sloh – renesance, jako památky na tuto dobu se zachovaly fresky na domech na náměstí. V roce 1551 byla dokončena přestavba radnice. Hřbitov na Špitálském náměstí byl založen v roce 1558 s kaplí zasvěcené sv. Trojici, od roku 1572 sv. Duchu. Roku 1561 vzhledem k morovým i jiným epidemiím ustanovila městská rada prvního městského fyzika (lékaře) – dr. Tomáše Haussteina. Téhož roku byla nižší latinská škola povýšena na vyšší, tzv. latinské protestantské gymnázium, šlo o první školu svého druhu na celé Moravě, připravovala studenty na univerzitní studium. V roce 1564 vydalo město nařízení, ve kterém stanovilo, že domy musí mít střechu z pevné krytiny, zároveň zřídilo post věžníka, který v rámci těchto protipožárních opatření sledoval z věže farního kostela, zda někde nehoří. Roku 1571 později vzniklo bratrstvo mistrů pěvců, které však zaniklo již v roce 1621.

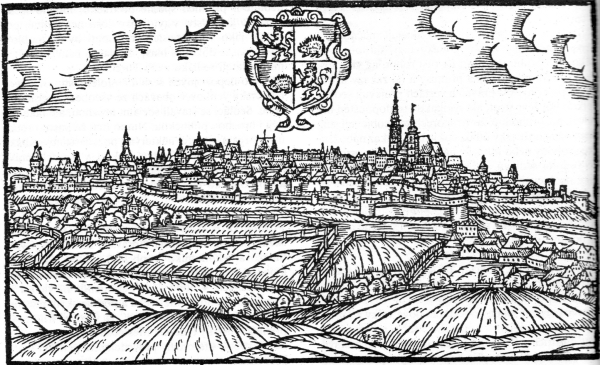
Jihlava koncem 16. století, veduta Jana Willenberga

Během 16. století město nakupovalo okolní vesnice – Hilbersdorf (1506), Kostelec (1513), Stonařov, Prostředkovice, Suchá, Nevcehle (1530), části obcí Dlouhá Brtnice, Zhořec, Loučky (1532), dále Hybrálec (1533), tvrz Hirzpuhl, pusté vsi Regenholz, Sokolíčko a Hladov (1534), dále Střítež, Ždírec, Dobronín, Zvonějov, Dobešov a Heroltice (1536), Čížov, Cerekvička, Popice (1558), Salavice (1561), Vestenhof (1570), trčkovské panství Štoky, Německá Vyskytná, Petrovice, Tloukov, Jiřín, Ježená, Dvorce, Nové Dvory, Smrčná, Šipnov, Rounek (1596) a Hubenov (1599). Koncem 16. století tak pod Jihlavu spadaly tři městečka a 57 vesnic na obou stranách českomoravské zemské hranice.
Bohatství města rozvíjela především řemesla – soukenictví, kloboučnictví či výroba piva. Jihlava byla největším střediskem soukenictví ve střední Evropě, koncem 16. století měl soukenický cech kolem 600 mistrů. Kolem roku 1550 místní kloboučníci vyváželi do celé Evropy ročně 105 000 kusů. Po celé 16. století rovněž rozkvétala těžba stříbra, otevíraly se doly v celém okolí Jihlavy, i např. ve Starých Horách. V 80. letech 16. století pravděpodobně vzhledem k vysokým nákladům na těžbu byla těžba stříbra ukončena. Nedaleko Freyovy papírny v roce 1590 jihlavský pastor dr. Kašpar Stolhagius postavil knihtiskárnu, která v polovině 90. let 16. století zanikla. Na konci 16. století zde stálo již 750–800 domů. V hradbách stálo 560 domů a na předměstích 190–200. Na konci 16. století Jihlava předběhla Brno a byla tak druhým největším městem na Moravě po Olomouci.

### 17. století
V roce 1613 město vydalo tzv. požární řád, pravděpodobně jeden z nejstarších na českém území. Roku 1618 byla dokončena stavba nového vodovodu, který pitnou vodu přiváděl ze Smrčné. Nucené půjčky panovníkovi a zároveň jeho dluhy za dodané sukno a náklady na zbrojení přispěly k hospodářské depresi v Jihlavě. V červnu 1618 se na Heulose utábořilo 10 praporů císařské jízdy. V září téhož roku sem přišlo 3000 pěšáků Albrechta z Valdštejna a pod velením Jiřího z Náchoda 1200 jezdců. Oba byli při stavovském povstání ve službách moravských stavů. V listopadu přibylo i české stavovské vojsko Jindřicha Matyáše Thurna. Dne 12. prosince 1620 jako první královské město na Moravě Jihlava kapitulovala.

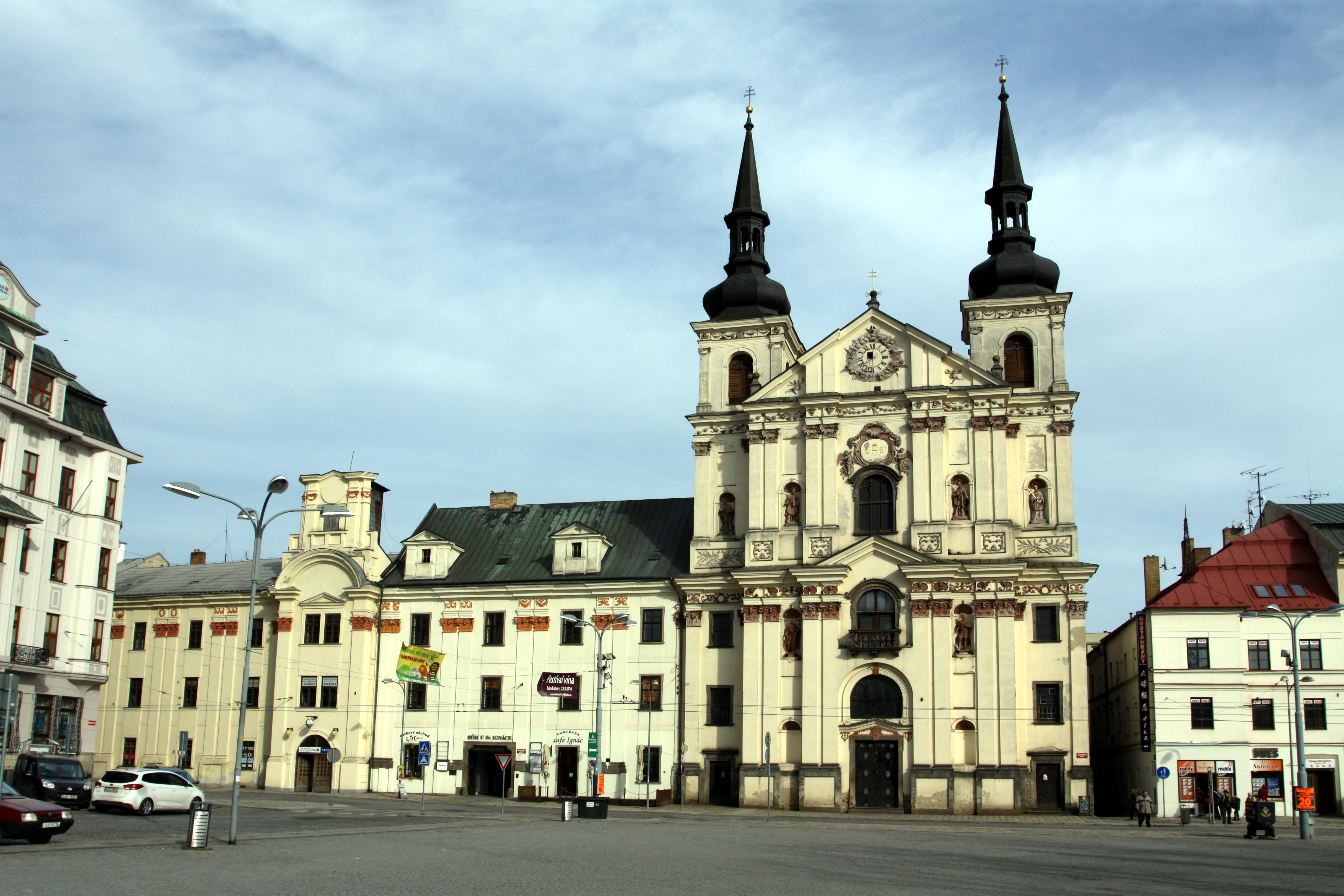
Kostel svatého Ignáce z Loyoly a jezuitská kolej

Ve 20. letech proběhla rekatolizace. Již 10. září 1618 přivedl do Jihlavy jezuity kardinál Ferdinand z Ditrichštejna. Roku 1621 se na faru u svatého Jakuba vrátil katolický administrátor, 2. října 1622 bylo patronátní právo ke kostelu sv. Jakuba znovu předáno opatu strahovského kláštera. Roku 1623 byl ukončen provoz latinského gymnázia. Dne 24. června 1624 se několik desítek luteránů odebralo na protestantskou mši do Třeště, při návratu je na pokyn faráře Kirsche obrali a násilnicky s nimi zacházeli vojáci. Dne 29. srpna 1625 byly na výstavbu jezuitské koleje převedeny budovy a pozemky na severovýchodní straně Horního náměstí. První mše v kostele sv. Ignáce z Loyoly se konala 2. února 1626, jezuitský seminář byl otevřen v březnu téhož roku a od 30. září bylo v provozu jezuitské gymnázium.
Roku 1623 byl ve městě ustanoven královský rychtář, jímž se stal Jan Rudolf Heidler z Bukové. Za odbojnost během stavovského povstání bylo město potrestáno pokutou 150 000 kop grošů. V roce 1625 Heilder využil finanční tísně města a za úpis v hodnotě 93 tisíc zlatých získal panství Štoky se šesti vesnicemi. Od 20. let 17. století byla Jihlava sídlem Jihlavského kraje. Roku 1627 propukl další požár, který zničil velkou část města. O rok později byla ve městě zřízena císařská zbrojnice. Téhož roku do města přišli kapucíni, kteří na místě dnešního Horáckého divadla v letech 1630–1632 vystavěli řádový dům a kostel sv. Františka. Vysvěcen byl 29. srpna 1632. Již roku 1631 jihlavští jezuité prohlásili Jihlavu za katolickou. Roku 1637 se jako páté moravské královské město stala Jihlava sídlem královského hejtmana.
13. března 1645 se do města dostali švédští vojáci. Posádka švédské armády zde zůstala, velitelem města se stal plukovník Samuel Österling. Švédové nechali pobourat předměstí a vystavět bastionové opevnění. Odchod několika tisíc protestantů i omezení dodávek sukna od místních soukeníků ničil jihlavské hospodářství. Roku 1647 na Jihlavu zaútočila císařská vojska a 1. září zahájila tříměsíční obléhání města. Přerušila vodovod, vypálila několik domů i kostel sv. Jana Křtitele. 30. listopadu 1647 byl Österling smrtelně zraněn, po útoku se vojáci generála Puchheima dostali do města a po příměří 8. prosince 1647 tři sta švédských vojáků opustilo město. Po řádění švédské armády zůstalo v Jihlavě jen 234 domů (189 z nich obydlených) s přibližně 1000 obyvatel.
Do obnovování města zasáhl požár roku 1651, kdy byly jako protipožární opatření zavedeny signály na trubku o šířícím se ohni. Dne 15. prosince 1653 byla Jihlava prohlášena za opevněné město, po třicetileté válce tak byl celý hradební systém přebudován tentokráte ve strachu před tureckými nájezdníky. V letech 1683–1689 byl stavěn kostel sv. Ignáce pod vedením Jacomo Brascha. Mor v Jihlavě řádil v letech 1679, 1690 a 1713–1715. Při morové epidemii roku 1690 nemoci podlehly dvě třetiny města. 2. února 1691 byl vysvěcen morový sloup na Horním náměstí. Na přelomu 17. a 18. století město přikoupilo vsi Pančavu, 1686 Bukovno, Handlovy Dvory a roku 1721 Sasov.

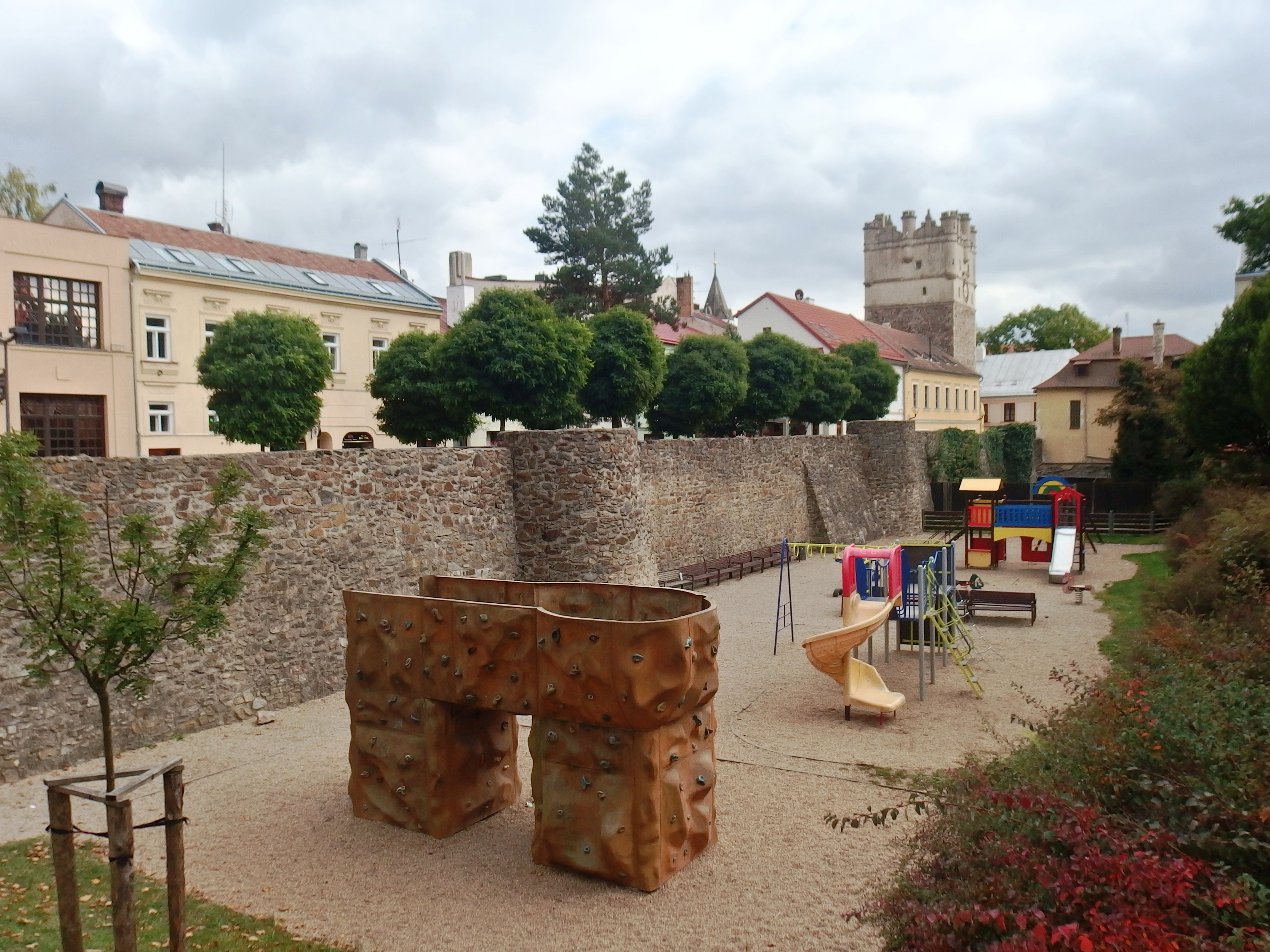
Městské hradby u brány Matky Boží

### 18. století
V letech 1704–1707 dalo město postavit lazaret pro nemocné pocestné u tzv. Dlouhé stěny na Brtnickém předměstí. V roce 1716 zde stálo 518 domů (2. místo na Moravě po Olomouci), počet obyvatel přesáhl šest tisíc (roku 1719 přesně 6246). Roku 1726 proběhlo první sčítání obyvatel na Moravě a v Jihlavě žilo 6279 osob, což bylo stále méně než před třicetiletou válkou. V 18. století přes hospodářský úpadek a dluhy měla Jihlava stále kromě starých městských vsí 31 poddanských vesnic. Na přelomu 17. a 18. století se vzmáhalo jihlavské soukenictví, v té době zde působilo na 500 soukenických mistrů. Kromě soukenického cechu se v Jihlavě rozvíjela i další řemesla – mydláři, jircháři, zedníci a kameníci, kožešníci, chirurgové, lazebníci a postřihovači. Na konci 20. let 18. století nastal úpadek místního soukenictví, který nevyřešila ani císařská komise vyslaná v roce 1722, ani Marií Terezií povolaní nizozemští soukeníci roku 1745. Do roku 1727 byly dokončeny stavby jezuitského gymnázia a koleje, domy zůstávají v této podobě dodnes.
Během válek o rakouské dědictví v Jihlavě často pobývala vojska. V listopadu 1741 do města vpadla císařská vojska Jana Jiřího Kristiána knížete z Lobkovic a z Jihlavy se stalo jedno z hlavních logistických center armády. Po jejich odchodu se v únoru 1742 do města dostali saští vojáci generála von Rochau. Roku 1751 se Jihlava stala posádkovým městem, když je zde ubytován první oddíl stálé vojenské posádky. V roce 1753 byl u tehdejšího Koňského rybníka (dnes Křižíkova ulice) postaven velký lazaret. Vzhledem k rozvoji dělostřelectví byla roku 1755 formálně zrušena jihlavská pevnost, jejíž likvidace trvala přes sto let. Roku 1765 se v okolí města uskutečnily velké císařské manévry. Cvičně se zde střetly dvě armády, jednu řídil budoucí císař Josef II. a druhou Ernst Gideon von Laudon.

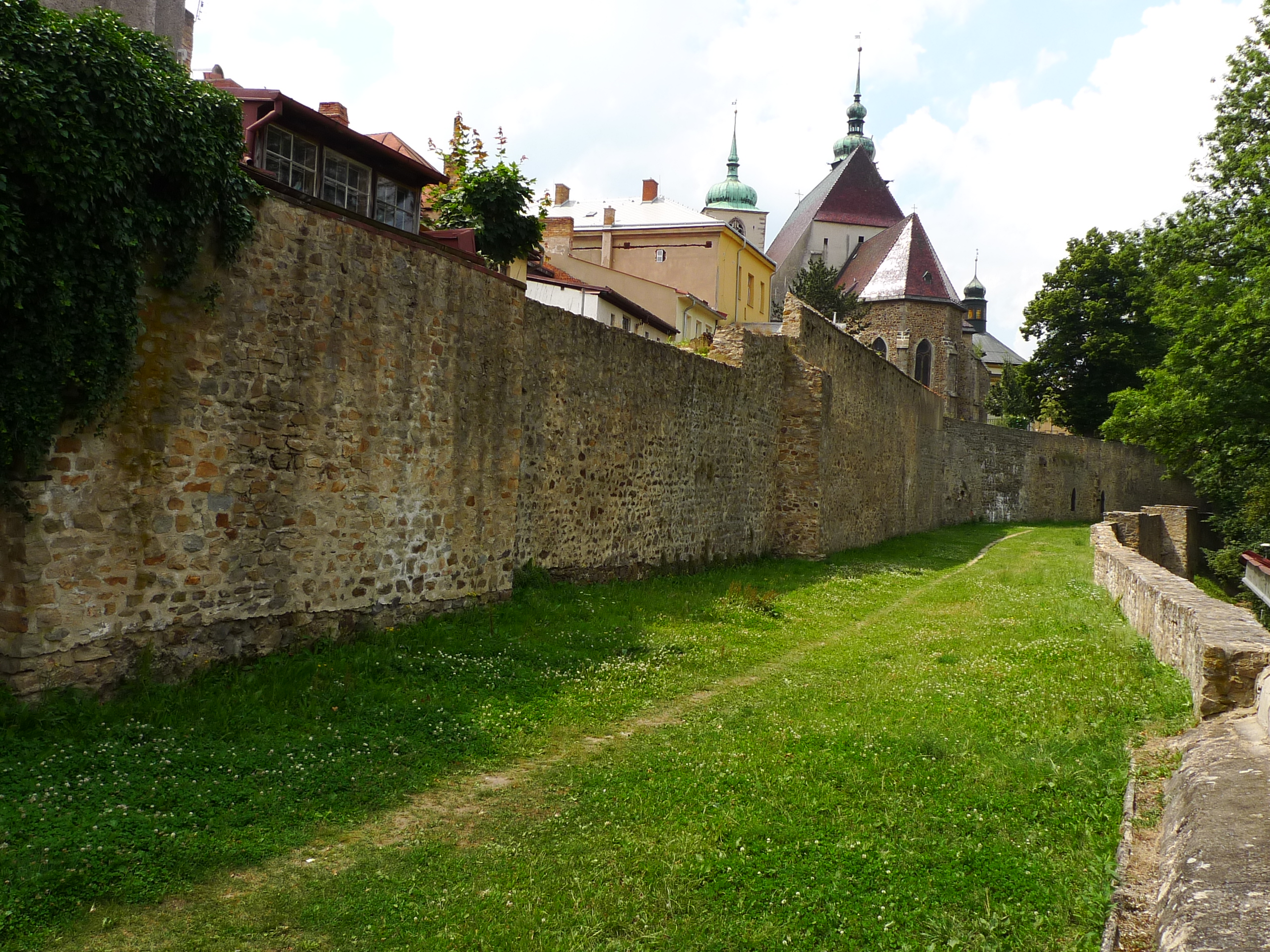
Hradby, v pozadí kostel sv. Jakuba

V 70. letech 18. století byla napotřetí ustanovena soukenická společnost Iglauer Tuchgewerbschaft a v té době v Jihlavě působilo tisíc mistrů sdružených ve 30 ceších zastupujících 66 řemesel. Ani poslední pokusy o obnovu těžby stříbra se nepodařily. Po zavedení šestileté povinné školní docházky v Jihlavě v letech 1775–1776 vzniklo osm triviálek. Vyšší vzdělání poskytovala tzv. hlavní škola, která zde se třemi třídami vznikla roku 1775. V letech 1739–1760 byla postavena císařská silnice z Vídně přes Jihlavu do Prahy a roku 1785 byla zprovozněna silnice do Brna, Jihlava se tak stala důležitou křižovatkou.
V roce 1783 byly zbourány vnější hradby a věže, v dalších letech byly zaváženy příkopy. Na místě hradeb tak vznikaly zahrady i zástavba. V roce 1785 počet obyvatel převýšil deset tisíc. V letech 1784–1786 zde byla postavena velká vojenská nemocnice (dnes policejní škola na ulici Tolstého). V roce 1786 zde pobývalo 824 mužů 8. pěšího pluku a 420 mužů monturní a hospodářské komise, což mělo pro hospodářský rozvoj města značný význam. Dle rozhodnutí dvorské kanceláře z 2. března 1786 byla zřízena instituce tzv. regulovaného magistrátu v čele s purkmistrem. V roce 1787 byl v souvislosti s josefínskými reformami zrušen kapucínský klášter.
V 80. letech 18. století zakoupil Ferdinand Reunisch papírnu, pak ji získal manžel jeho dcery Elišky Josef Antonín Heller. Roku 1786 v Jihlavě zřídil svou pobočku brněnský tiskař Josef Jiří Traxler, budovu v roce 1789 koupil Fabián Beynhauer. Od roku 1794 nesou jihlavské ulice konkrétní názvy a domy popisná čísla. Roku 1799 Jihlava oslavila domnělé tisící výročí založení města.

### 19. století
Roku 1802 byla otevřena nová městská nemocnice. V roce 1805 zde proběhla velká sociální bouře vlivem nedostatku a vysoké ceny potravin, 6. července dav vyplundroval pekařské a kupecké obchody. Pořádek zjednali až vojáci Mansfedingova pluku. 19. listopadu 1805 Jihlavu obsadila bavorská vojska pod velením rytmistra Plattnera. V dalších dnech se nepřátelské oddíly rychle střídaly – 25. dorazila francouzská armáda, ovšem již 29. se do města vrátila Wredeho bavorská armáda. Dalšímu rozmachu soukenictví pomohla kontinentální blokáda Anglie.

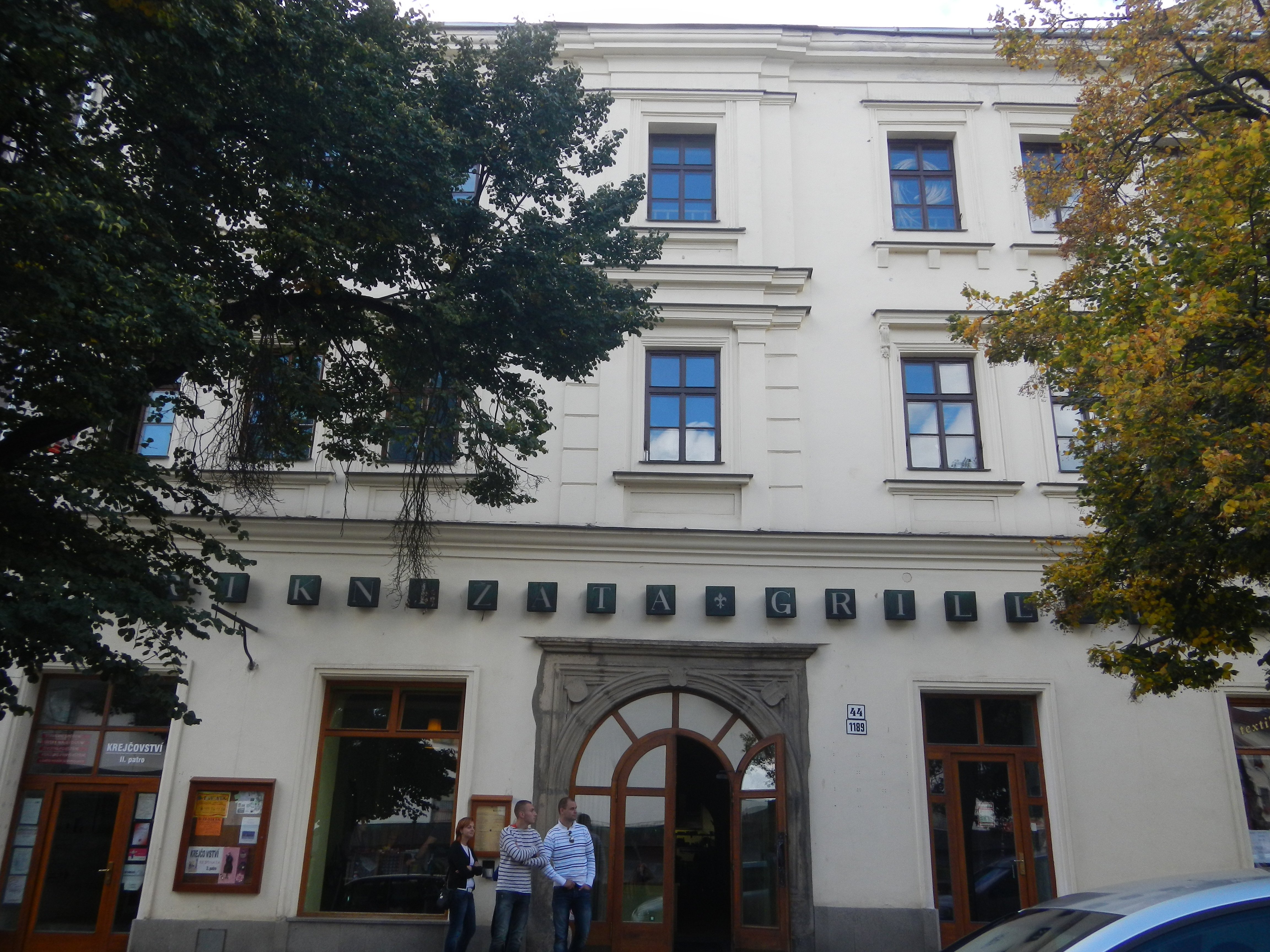
Masarykovo náměstí čp. 44, restaurace U Tří knížat

18. ledna 1819 bylo zprovozněno první noční osvětlení, v březnu téhož roku byl založen Hudební spolek. V roce 1825 byl přestavěn hostinec na náměstí čp. 44 a získal název U Tří knížat. Na počátku 19. století vypukl stavební boom, postupně vznikly 1. lázně (1812), 1. městský sad – Malý Heulos (1824), 2. lázně (1826), chorobinec (1837), dětská opatrovna (1838) a vojenská plovárna (1844). Roku 1828 bylo předlážděno celé město. Od roku 1829 se postavilo osm tzv. okresních silnic – 1. Polná a Žďár, 2. Humpolec, 3. Pelhřimov a Benešov, 4. Rantířov, 5. Batelov a Jindřichův Hradec, 6. Třešť a Telč, 7. Brtnice a Třebíč, 8. Jamné a Žďár.
V roce 1831 tiskárnu vyženil Johann Rippl, který založil tiskařskou a vydavatelskou dynastii Ripplů. Roku 1832 město postihla cholerová epidemie, jíž podlehlo 753 obyvatel města. V roce 1836 svítilo ve městě 277 petrolejových lamp. Od 40. let 19. století se začala probouzet česká menšina – hrálo se divadlo, založeny byly česká čítárna, gymnazijní knihovna a česká beseda. V roce 1846 Hellerovu papírnu koupili židovští podnikatelé Albert a Jakob Kernové a postavili zde soukenickou továrnu. Téhož roku v Jihlavě žilo 18 691 obyvatel a byla tak třetí nejlidnatější sídlo českých zemí. První jihlavské noviny vyšly roku 1848.
Podle reformy veřejné správy se Jihlava roku 1849 stala sídlem okresního hejtmanství a centrem politického okresu, do něhož náležely tři soudní okresy (Jihlava, Třebíč a Velké Meziříčí). Téhož roku byly zrušeny krajské úřady a město tak pozbylo statut krajského města a připadlo pod Brněnský kraj. Nejvyšším ustanovením z 25. ledna 1853 vznikl Jihlavský kraj, k jehož krajskému úřadu náleželo 7 smíšených okresních úřadů. Působil zde i krajský soud (od roku 1905 v budově dnešní Vysoké školy polytechnické).

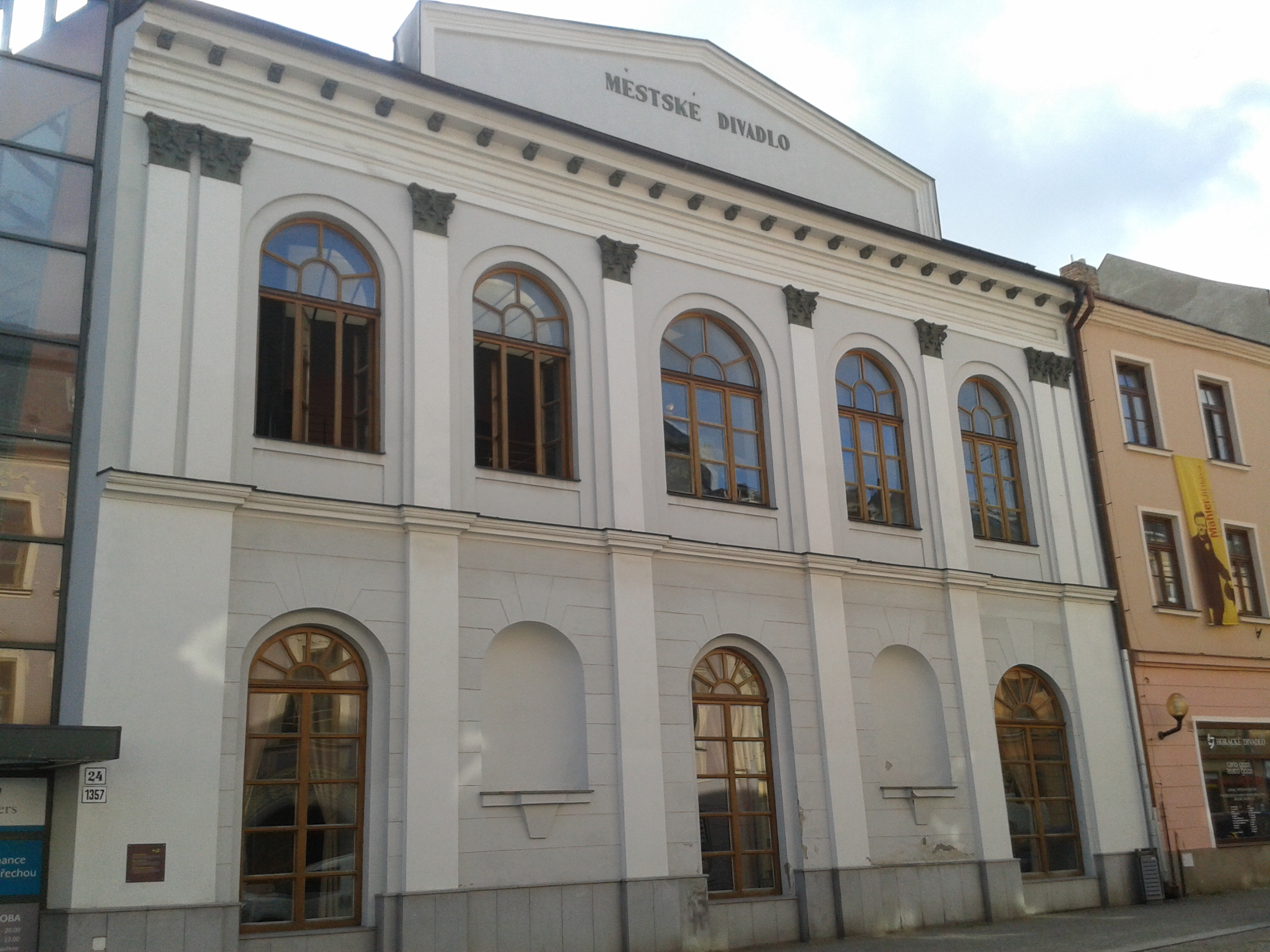
Horácké divadlo

V roce 1850 bylo postavené nové divadlo na místě kapucínského kostela v dnešní Komenského ulici. Po řadě finančních těžkostí darem Václava Dobřenského Jihlava získala pozemky za vojenskou nemocnicí, kde 26. listopadu 1850 byla vysvěcena nová nemocnice. V roce 1851 do Jihlavy přišla státní tabáková továrna, která měla vyřešit nezaměstnanost po krachu místního soukenictví, roku 1862 zaměstnávala 2300 žen a 70 mužů. V roce 1859 byla upravena a přistavěna budova gymnázia. 7. února 1859 byla otevřena Městská spořitelna, 4. dubna 1861 zahájil provoz jihlavský pivovar.

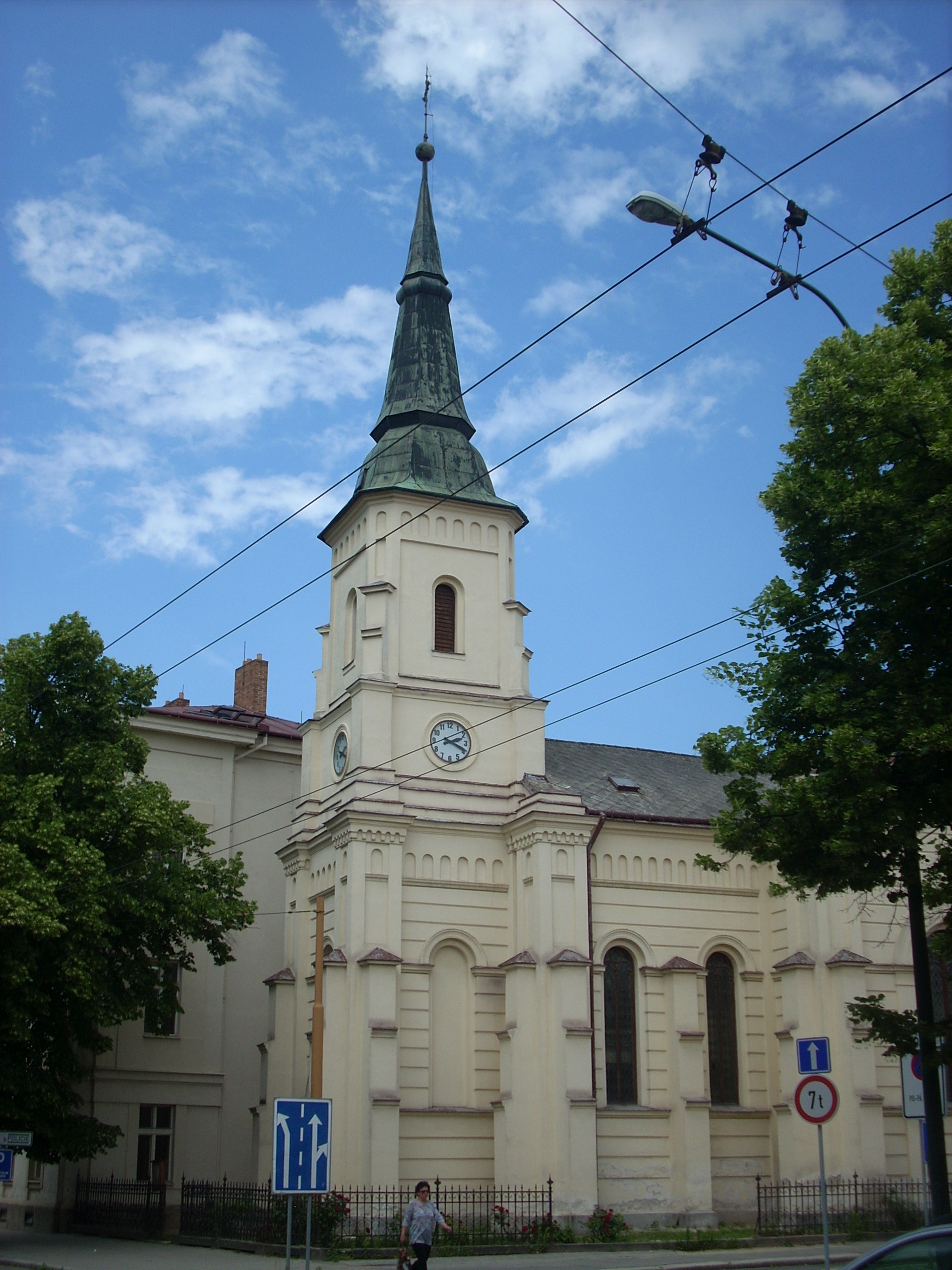
Kostel sv. Pavla

Luteránská církev zde byla činná od roku 1861, v letech 1875–1878 byl z jejich sbírek vystavěn kostel zasvěcený zakladateli jihlavského protestantismu, Paulu Speratovi. V 60. letech 19. století vzrostl počet členů židovské komunity, zatímco roku 1848 zde žilo 99 Židů, v roce 1861 to bylo 614 a o osm let později dokonce 1090 příslušníků tohoto náboženství. V letech 1862–1863 proto byla postavena na dnes Benešově ulici nová synagoga, židovský hřbitov byl postaven o čtyři roky později. 6. října 1862 byla otevřena na Kempenově náměstí 1 (dnes náměstí Svobody) nižší reálka (dnes Obchodní akademie), postavená v neorenesančním stylu.

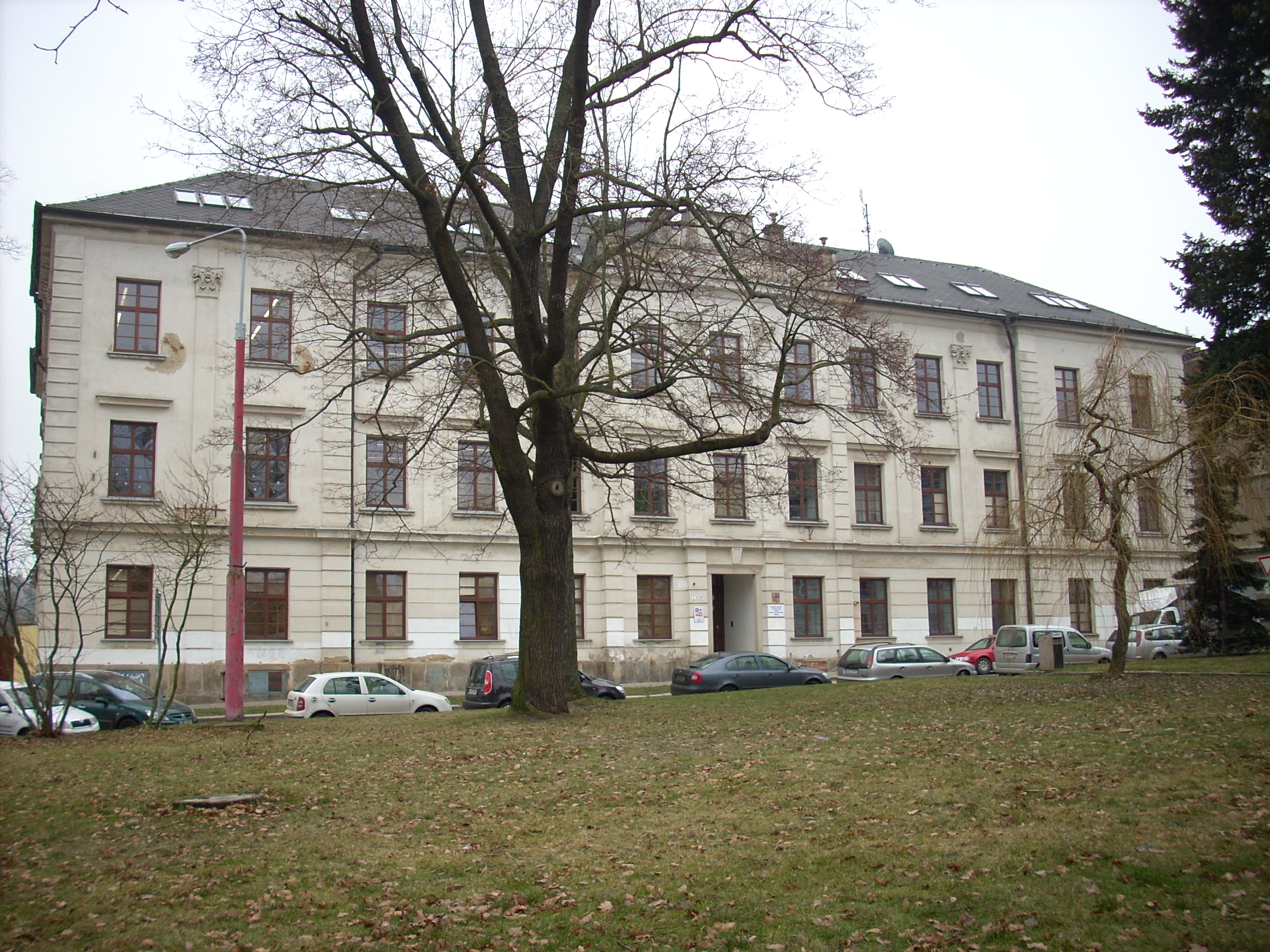
Obchodní akademie

Roku 1866 během prusko-rakouských válek Jihlavu okupovala vojska – 2893 důstojníků, 85 949 vojáků a 31 940 koní. Ti do Jihlavy přivlekli choleru, v celém Jihlavském kraji zemřelo 2053 osob. 85 zemřelých pruských vojáků bylo pochováno v hromadném hrobě na hřbitově u kostela sv. Ducha (dnes Smetanovy sady).  Nový hřbitov byl otevřen 26. září 1869 u pelhřimovské silnice s novorománskou kaplí Nanebevzetí Ježíše Krista, která byla vysvěcena 10. května 1894. Roku 1869 bylo rozhodnuto o stavbě Rakouské severozápadní dráhy, ovšem pro železniční stanici byl vybrán pozemek až v Dřevěných Mlýnech, tedy 2 km od centra města. První vlak do Jihlavy přijel 21. prosince 1870 a od dubna 1871 byla zahájena pravidelná doprava směrem na Vídeň.
Od 70. let 19. století docházelo k rozsáhlé výstavbě budov škol, dále vznikla řada peněžních ústavů – roku 1870 Živnostenská záložna a pobočka Zemědělské kreditní banky v Čechách, o dva roky později byl založen Spořitelní a záložní spolek, roku 1885 Poštovní spořitelna, 1. července 1891 byla založena první český peněžní ústav – pobočka Živnostenské banky pro Čechy a Moravu. Roku 1873 byl dokončen rozsáhlý lesopark Neu Heulos (Nový Heulos). Dále se rozvíjel textilní průmysl – řada pletařských továren, tkalcoven či továren na vlněné zboží. Roku 1870 byla založen plynárna, která umožnila rychlou plynofikaci města, od 26. ledna 1871 se v Jihlavě rozsvítilo 225 plynových lamp, které nahradily petrolejové lampy, které zůstávaly v počtu 40 na předměstích. Roku 1882 bylo v Jihlavě otevřeno české gymnázium.
V roce 1887 byl uveden do provozu nový vodovod dimenzovaný až na kapacitu 45 000 obyvatel. Jako druhá železniční dráha měla Jihlavu protnout tzv. transversální dráha, z těchto plánů však byla zde realizován jen úsek do Veselí nad Lužnicí. Základní kámen viaduktu přes řeku Jihlavu u Jánského vršku byl položen 6. dubna 1886, slavnostní otevření dráhy proběhlo 3. listopadu 1887. V letech 1889–1890 byla postavena budova Německého gymnázia s knihovnou, která se roku 1919 stala sídlem Českého reformního gymnázia. Roku 1890 byla obnovena tradice Jihlavského havířského průvodu.

### 20. století

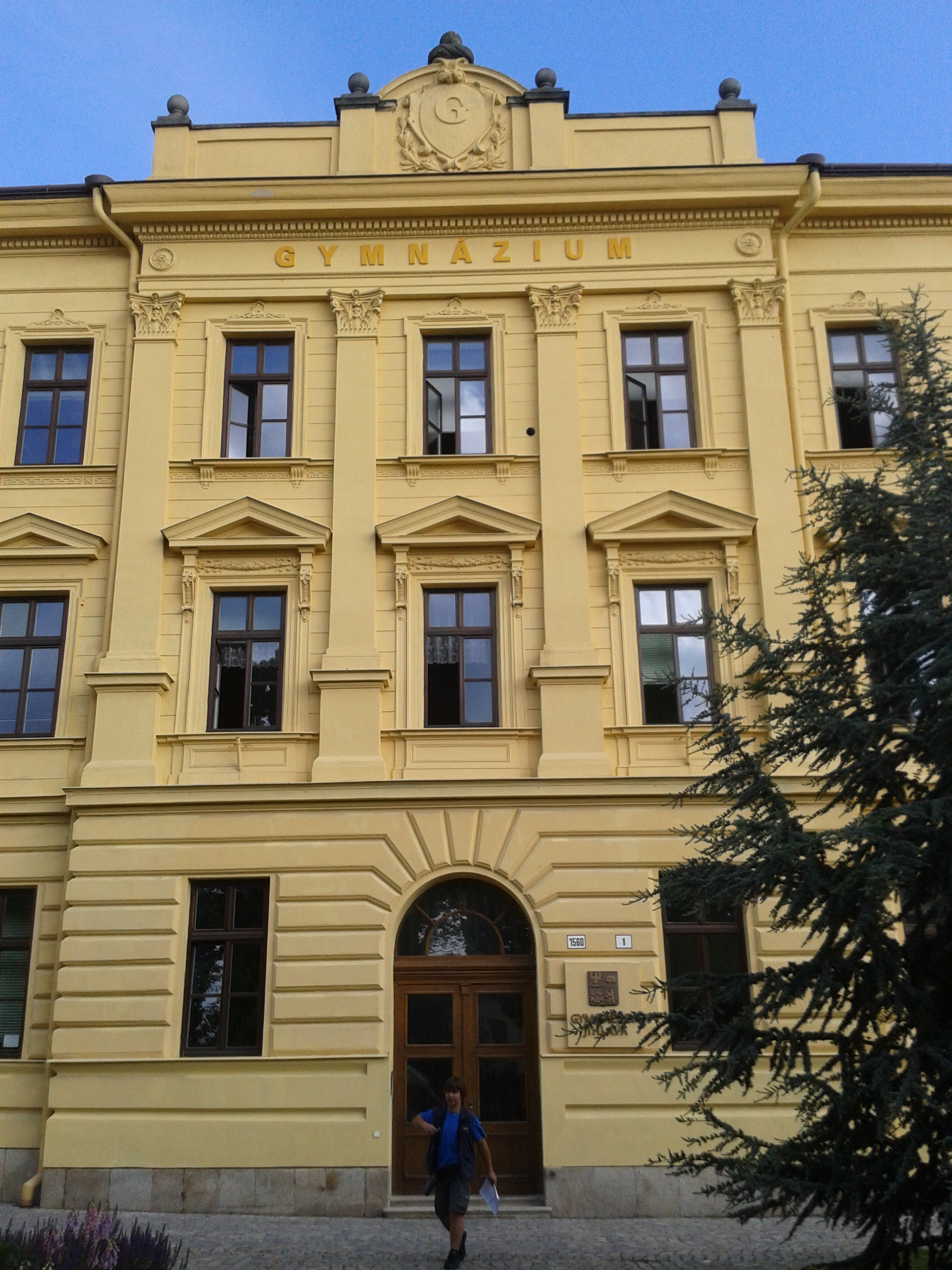
Gymnázium Jihlava

V roce 1900 jihlavská státní tabáková továrna, která byla roku 1841 přeložena na místo bývalé Tostovy textilky, zaměstnávala dva tisíce osob. V roce 1908 byla na počest 60. výročí panování Františka Josefa I. otevřena dívčí měšťanka (dnes Střední průmyslová škola). Městská elektrárna zahájila provoz 4. října 1908, stejný měsíc město osvětlily elektrické lampy. Téhož roku se otevřelo kino Elite a jihlavské tramvaje začaly jezdit 26. srpna 1909. V roce 1910 v Jihlavě žilo 25 914 osob, z nichž se k českému jazyku přihlásilo 5 210 osob a k německému 20 525.
Během první světové války ve zdejší vojenské nemocnici zemřelo 271 vojáků, od podzimu 1914 do města proudili uprchlíci z Haliče, kteří byli ubytováni především v Dřevěných Mlýnech. Roku 1916 jich v samotném městě žilo přes 600 a v okolí dalších osm set. V dubnu 1916 a květnu 1917 dělnice z tabákové továrny uspořádaly hladové demonstrace. Z jihlavských občanů se ve válce 420 vojáků přidalo k ruským legiím.
V roce 1918 se chtělo jihlavské zastupitelstvo s Jihlavským jazykovým ostrovem připojit k Rakousku, což rakouský parlament zamítl. První poválečná německá oslava slunovratu se odehrála 23. června 1920 na kopci Kohlhübel. Při cestě zpět vypukla střelba, jíž padli za oběť dva čeští vojíni Bohumil Dvořáček a Martin Slavko. Druhý den byla svolána vyšetřovací komise, událost bývá nazývána Krvavý slunovrat. Většina vyšetřovacích spisů byla pro nedostatek důkazů zastavena, u Zemského soudu v Brně mírné tresty obdrželi bývalý starosta Vinzenz Inderka a Krczal. Po vzniku Československa se začalo rozvíjet odborné a střední školství. K rozvoji došlo i v místním průmyslu – do Jihlavy přišly strojírenské závody Kotva (1920), pilníkárna Ajax (1921), stále však převažoval spotřebitelský průmysl.
V roce 1921 tu žilo 25 634 osob, z nichž se k české národnosti hlásilo 11 581 osob, 12 877 k německé a 488 k židovské. Podle rozhodnutí vlády z 25. října 1923 byly Dřevěné Mlýny sloučeny s Jihlavou, toto rozhodnutí zvrátilo počet příslušníků k národnostem ve prospěch Čechů. V roce 1924 vládní komisař Josef Výborný zavedl mezi jihlavské úřední jazyky i češtinu, jihlavské ulice nesly kromě německých názvů také české.

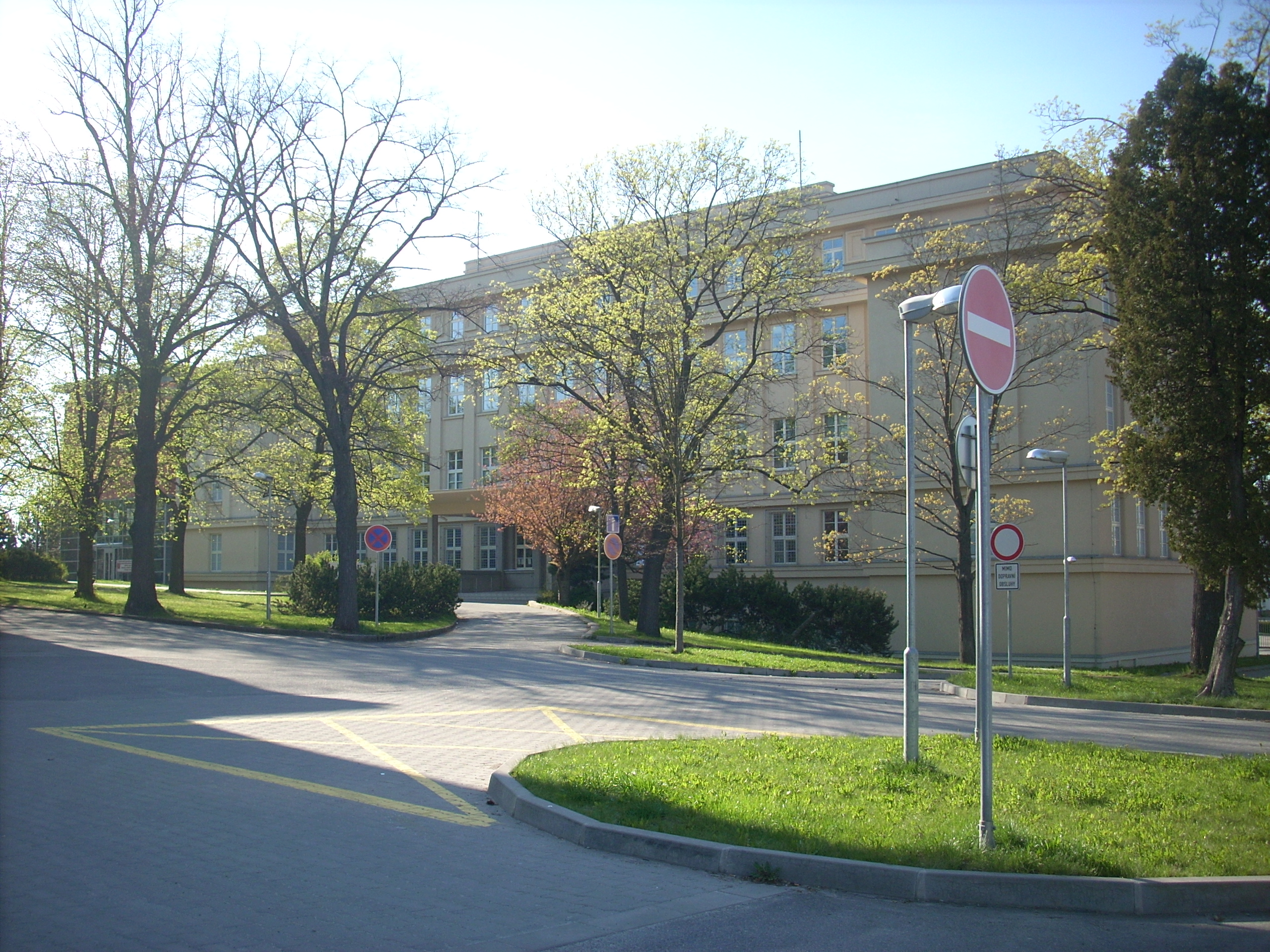
Chirurgický pavilon nemocnice, nyní Okresní soud v Jihlavě

Roku 1924 bylo Masarykovo náměstí osázeno po obvodu lipami. Na jaře 1927 si město od Československého červeného kříže pronajalo sanitní vůz, čímž v Jihlavě vznikla záchranná služba. 29. června 1928 byl do užívání uveden chirurgický pavilon nemocnice (dnes okresní soud). V roce 1929 přišla Jihlava o status statutárního města. Od roku 1928 byla zrušena připravovaná župa a město spadalo pod Moravskoslezskou zemi se sídlem v Brně. Na přelomu let 1932/1933 bylo evidováno 2000 nezaměstnaných.
V březnu 1939 byl zřízen oberlandrát pro okresy Jihlava a Dačice, po ukončení tzv. vojenské správy byly přičleněny i okresy Třebíč, Moravské Budějovice, Nové Město na Moravě a Velké Meziříčí, sídlem byla Jihlava. Ihned po okupaci byla v Jihlavě zřízena tzv. Aussendienststelle (venkovská služebna) brněnského gestapa a Kripa a od června 1939 zde sídlil moravský I. prapor Ordnungspolizei. V roce 1939 byla zahájena výstavba nového německého sídliště Siedlung I. (dnešní Lidická kolonie) s patronací Arthura Seyss-Inquarta. V lesoparku Heulos byl vybudován Hrádek, jediná protektorátní škola pro Hitlerjugend. 

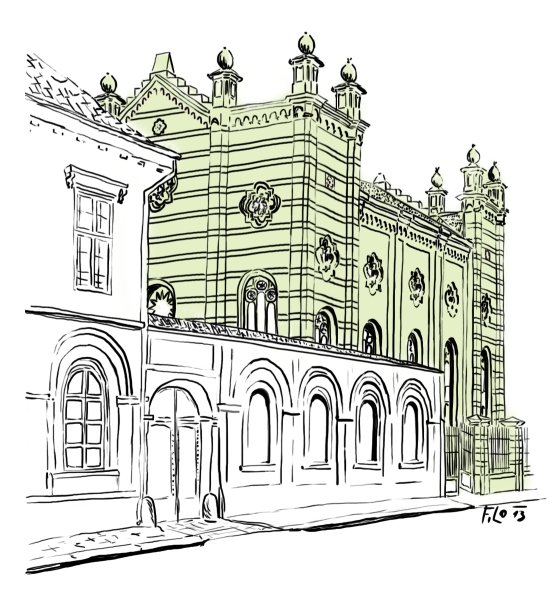
Kresba synagogy na nynější Benešově ulici

Od začátku druhé světové války byly uzavírány české školy. Z dnešního Motorpalu byla pobočka BMW na výrobu leteckých motorů, bývalou továrnu Humanic zakoupila zbrojní továrna Lineolwerke, z pianky se stala továrna na výrobu bedniček na granáty. 30. března 1939 vypálena synagoga. 21. června 1940 byly přejmenovány některé jihlavské ulice – Masarykovo náměstí se stalo náměstím Adolfa Hitlera, Komenského ulice nesla název na počest Arthura Seysse-Inquarta, z Židovské ulice se stala Hans Sachs Strasse, ulice pojmenované po Češích musely být přejmenovány: Palackého Reichsstrasse, Smetanův park se stal Městským, ostatní musely být přeloženy.
Podle hlášení oberlandratu zde k 17. srpnu 1940 žilo 12 477 Němců, 17 727 Čechů a 435 Židů. Transporty místních Židů do Terezína probíhaly od poloviny května 1942, následnými transporty do Osvětimi odjelo 1370 židů, na konci roku 1944 v Jihlavě žilo jen 112 osob židovského vyznání. Podle Terezínské pamětní knihy se do Jihlavy po válce vrátilo jen 18 židovských občanů. V roce 1943 byla otevřena venkovská služebna Sicherheitsdienstu a od podzimu 1944 sem bylo přeloženo šest Jagdkommand. Před půlnocí dne 10. dubna 1945 partyzáni ze skupiny Jermak vyhodili do vzduchu železniční most u Helenína s vojenským transportem č. 90190, lokomotiva vykolejila, pět vagonů se zřítilo do řeky, zahynulo 65 německých vojáků a 125 jich bylo zraněno, trať byla do konce války mimo provoz.
Po válce docházelo k útokům na Němce, rabování jejich majetku a k divokým odsunům. 176 jihlavských Němců spáchalo sebevraždu. Po návštěvě generála Svobody do Jihlavy 20. května přišly dva prapory I. československého armádního sboru. První transport Němců se uskutečnil 23. května 1945. Odehrály se i další divoké odsuny – 1. pochod 9. června k rakouským hranicím, zahynulo při něm 300 osob, další pochod se uskutečnil 21. června – především matky s dětmi, na hřbitově ve Waldkirchenu bylo pochováno 23 dětí. Další pochody se uskutečnily 25., 27. a 30. června, celkově takto bylo vyhnáno přes 2000 osob. V lednu 1946 bylo výnosem ministerstva vnitra v Jihlavě zřízeno tzv. sběrné středisko pro odsun – budovy v ulici Na Dolech (tábor B Staré Hory), podle evidencí ve vlacích odjelo v roce 1946 8 024 Němců do americké okupační zóny v Bavorsku. Před jihlavským mimořádným lidovým soudem stanulo v letech 1945–1947 736 občanů (432 Němců, 302 Čechů) obviněných z porušení národní cti, kolaborace a válečných zločinů. Podle hlášení národního výboru z 26. května 1946 v Jihlavě žilo 20 291 obyvatel.
Po únoru 1948 proběhlo znárodnění: zkonfiskováno bylo 466 podniků, do národní správy jich přešlo pouze dvě stě, ostatní dány do klidu či zlikvidovány. Vznikly nové velké strojírenské a kovozpracující závody – PAL (od 1946 ve Starých Horách, od 1950 Motorpal), Jihlavan a Kovolit (1952) a textilní průmysl – v roce 1948 sloučeno 18 pletáren do národního podniku Pletařské závody, který se v červenci 1949 osamostatnil a brzy začal pracovat pod názvem Modeta), roku 1958 bývalá tabačka – Tesla – elektrotechnická výroba. Na Bedřichově začala výroba dřevotřísky – od 1982 název Jihlavské dřevařské závody. V roce 1948 byl zastaven provoz tramvají, které byly nahrazeny trolejbusy, jejichž provoz byl oficiálně zahájen 19. prosince 1948.

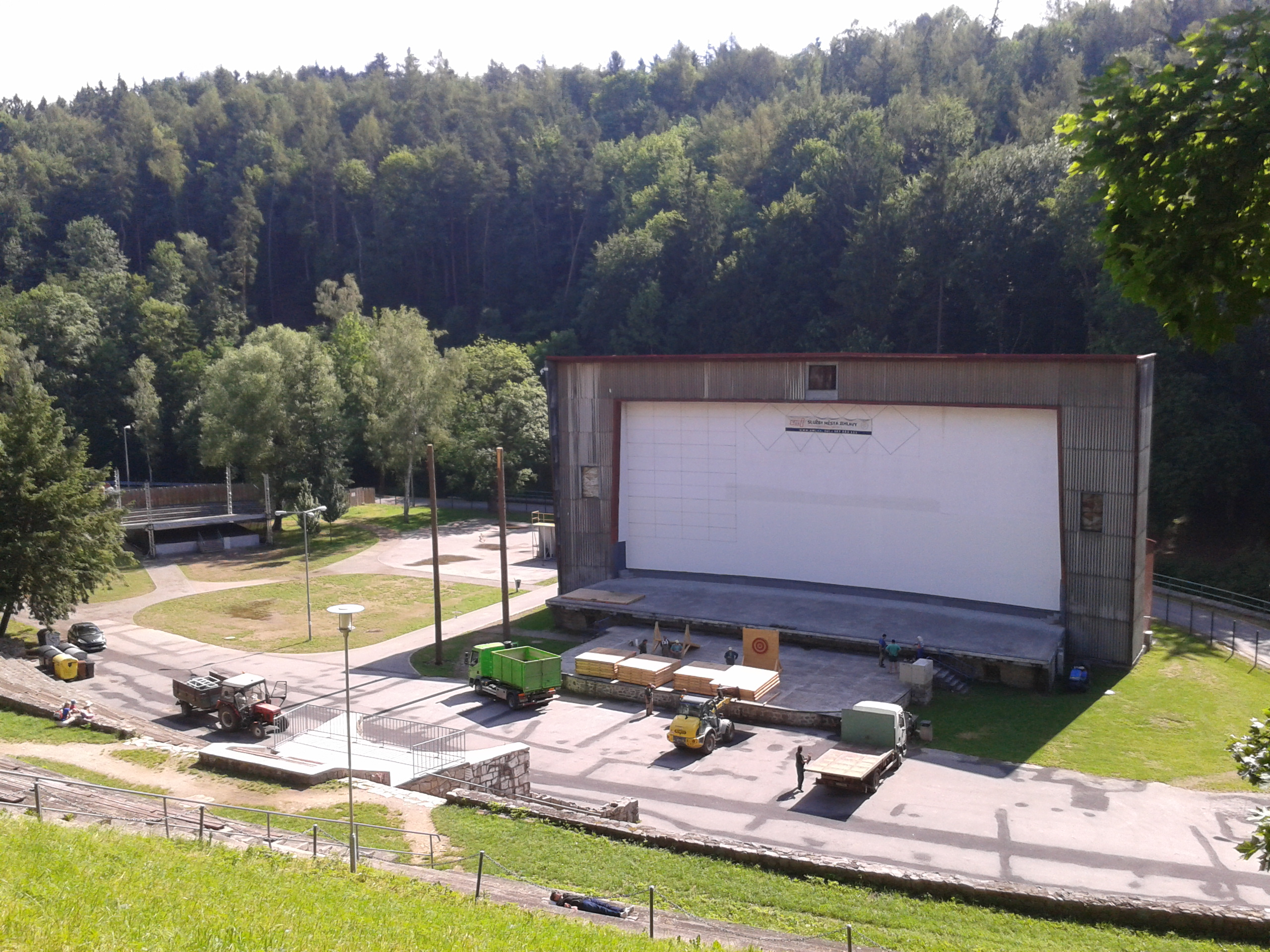
Letní kino na Heulose

Roku 1949 se Jihlava stala sídlem Jihlavského kraje. V srpnu téhož roku jihlavské zastupitelstvo vytvořilo návrh na vybudování tzv. Velké Jihlavy, s níž by se měly sloučit okolní do té doby samostatné obce. V roce 1949 byl vybudován na Heulose Park kultury a oddechu, roku 1951 zde vznikl amfiteátr s pódiem. Ve dnech 7.–11. února 1950 proběhlo hlavní líčení Státního soudu v Praze, oddělení Brno, s 23 obviněnými z rozšiřování protistátních letáků, špionáže a přípravy vraždy komunistického pohlavára Jana Dobrovolného. Tři z nich (brašnář Karel Veselý, majitel textilního obchodu Jan Tuček a truhlář František Rod) byli odsouzeni k trestu smrti, který byl vykonán 17. června 1950 v Jihlavě. V Jihlavě rovněž zasedal v Dělnickém domě ve dnech 12.–14. července 1951 Státní soud o kauze Babice, ze čtrnácti obžalovaných bylo sedm odsouzeno k trestu smrti. Ten byl vykonán na dvoře krajského soudu v Jihlavě 3. srpna – Antonín Mytiska, P. Václav Drbola, P. František Pařil, Antonín Škrdla, František Kopuletý, František Němec a Antonín Plichta. Poslední exekuce vykonaná v Jihlavě se uskutečnila 20. května 1952, kdy byl popraven údajný pomahač vrahů z Babic P. Jan Bula.
Od 1. ledna 1951 se s Jihlavou sloučily Bedřichov, Bukovno, Helenín, Hruškové Dvory, Staré Hory a Pančava. V roce 1954 se osamostatnily Hruškové Dvory a přičlenil Sasov, který do té doby byl součástí Kosova. V roce 1955 byl postaven Dům zdraví. V sezoně 1956/1957 do Jihlavy přišel z Olomouce hokejový klub Dukla Jihlava. Horácký zimní stadion byl otevřen 1. ledna 1956. Roku 1957 vznikl vedle amfiteátru zookoutek. 3. září 1959 v Jihlavě zahájil provoz Pedagogický institut, poslední promoce proběhla roku 1966. Roku 1960 Jihlava ztratila postavení krajského města.

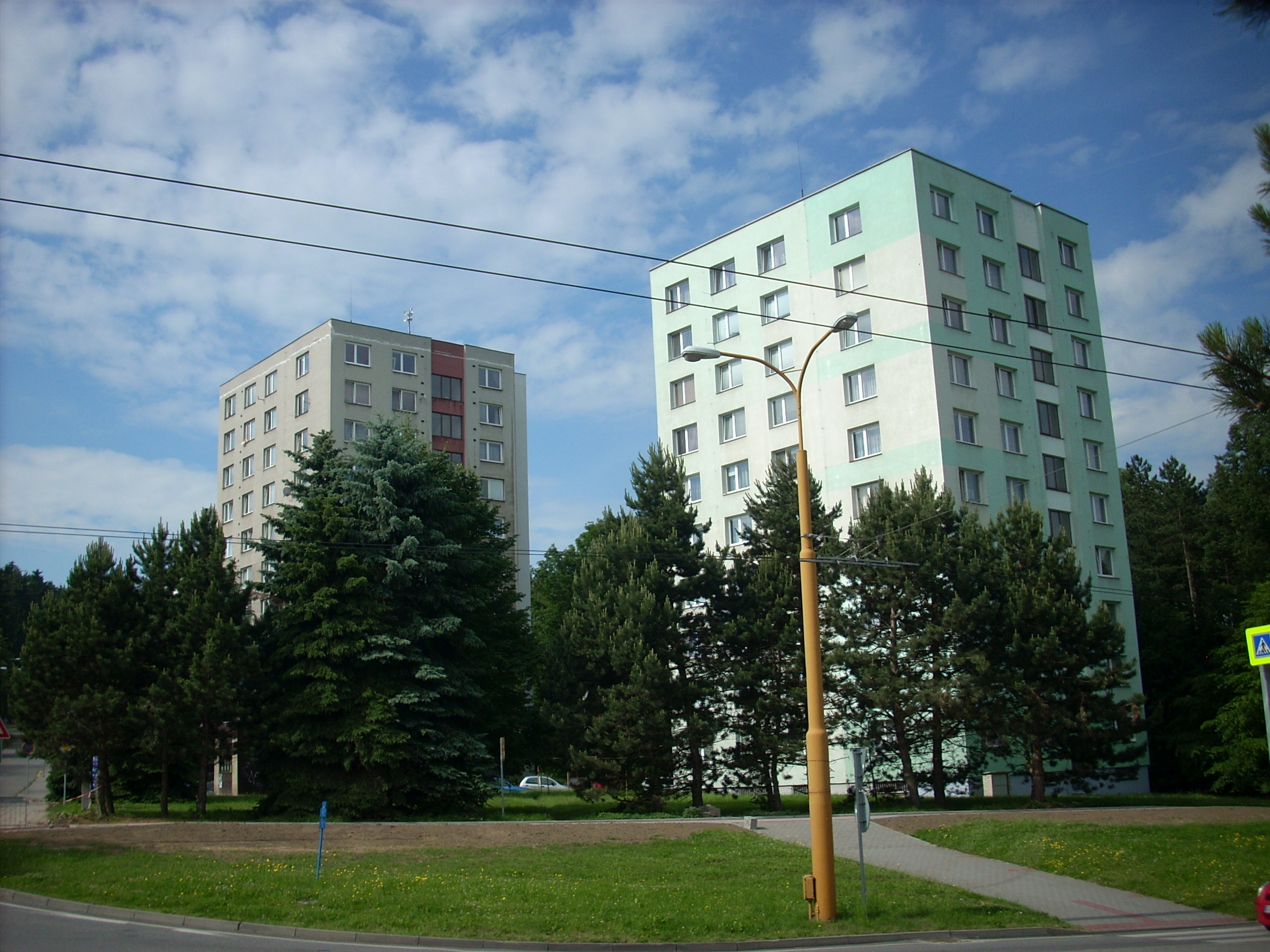
Sídliště Březinova

Sídliště II se začalo stavět od roku 1960 mezi ulicemi Sokolovská a Havlíčkova na Bedřichově, poprvé zde byly použity panely. Sídliště III U Hřbitova a sídliště Jihlava–jih (Vrchlického, Žižkova, Telečská) byly dokončeny roku 1969, Královský vršek byl dokončen 1973, Březinovy sady se stavěly v letech 1970–1986, roku 1975 byla zahájena stavba sídliště Na Dolině a Na Slunci a roku 1980 sídliště Horní Kosov, které bylo dokončeno po roce 1990, což bylo poslední panelové sídliště v Jihlavě.

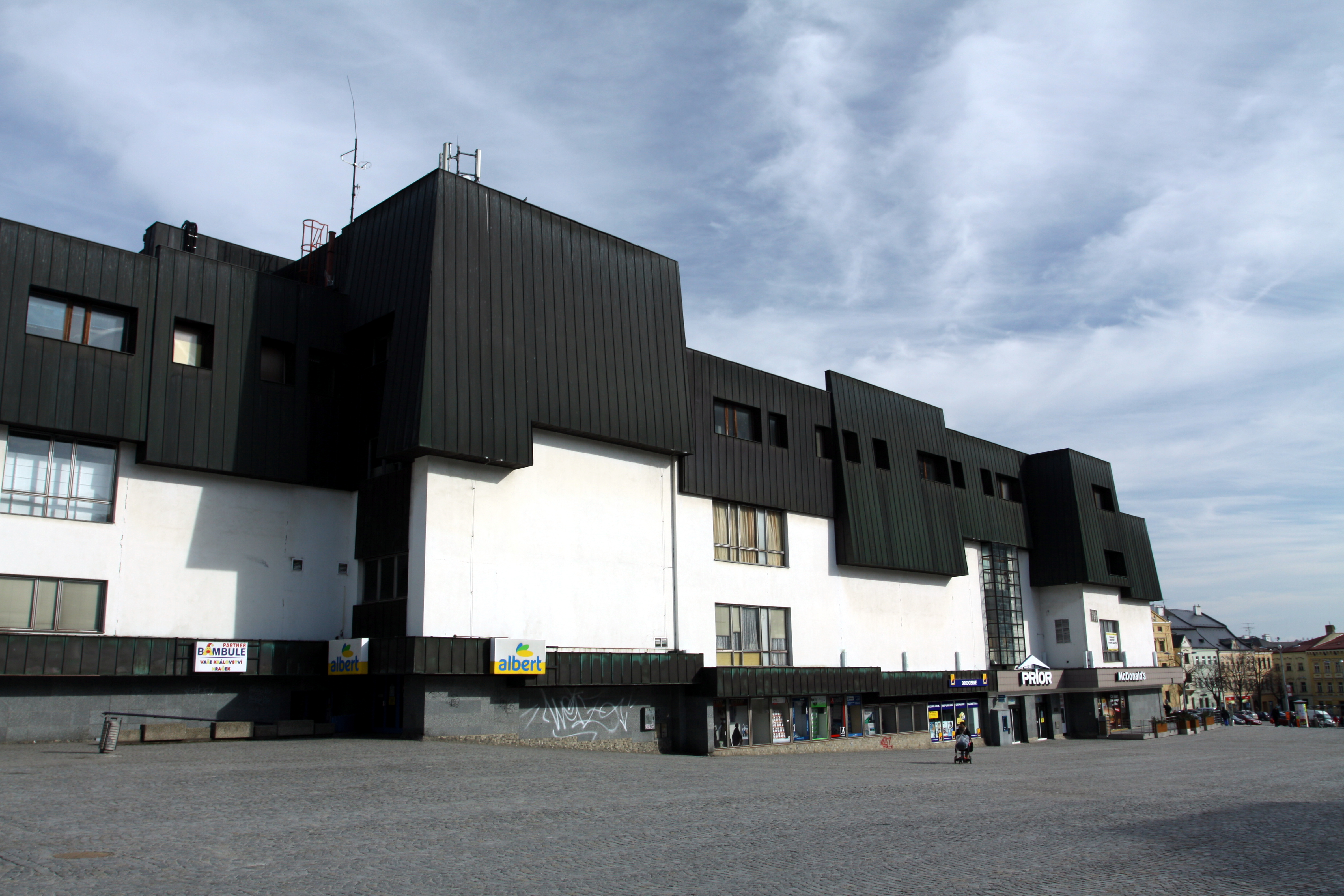
Prior

V roce 1964 sem byla přesunuta část výuky vysoké školy zemědělské v Brně. V roce 1968 Jihlava usilovala o zřízení farmaceutické fakulty, která však vznikla v Hradci Králové. K 1. lednu 1968 se k Jihlavě připojil Pávov. 4. dubna 1969 se na náměstí Míru upálil Evžen Plocek. V letech 1974–1976 byl zbourán Krecl a na jeho místě byl v letech 1978–1983 postaven Prior. Základní kámen Prioru byl položen 4. dubna 1978 a dům byl otevřen 19. května 1983. Roku 1976 bylo postaveno krematorium.
Další vlna slučování okolních obcí proběhla k 1. srpnu 1976, kdy byly připojeny: Antonínův Důl, Červený Kříž, Henčov, Heroltice, Hruškové Dvory, Hybrálec, Pístov, Popice, Rančířov, Smrčná, Vysoká a Zborná. Od 1. dubna 1980 se Jihlava rozšířila o Horní Kosov s Hosovem, Malý Beranov a Kosov. Městská památková rezervace byla vyhlášena až 16. dubna 1982, kdy se v roce 1961 představitelé města snažili zrušit její vyhlášení z roku 1949, které se ovšem neuskutečnilo. Roku 1983 byla dokončena nová nemocnice. K 1. lednu 1989 byly připojeny Rantířov, Měšín, Cerekvička a Vílanec i jejich části Čížov, Loučky a Rosice. V lednu 1989 měla Jihlava 55 129 obyvatel.

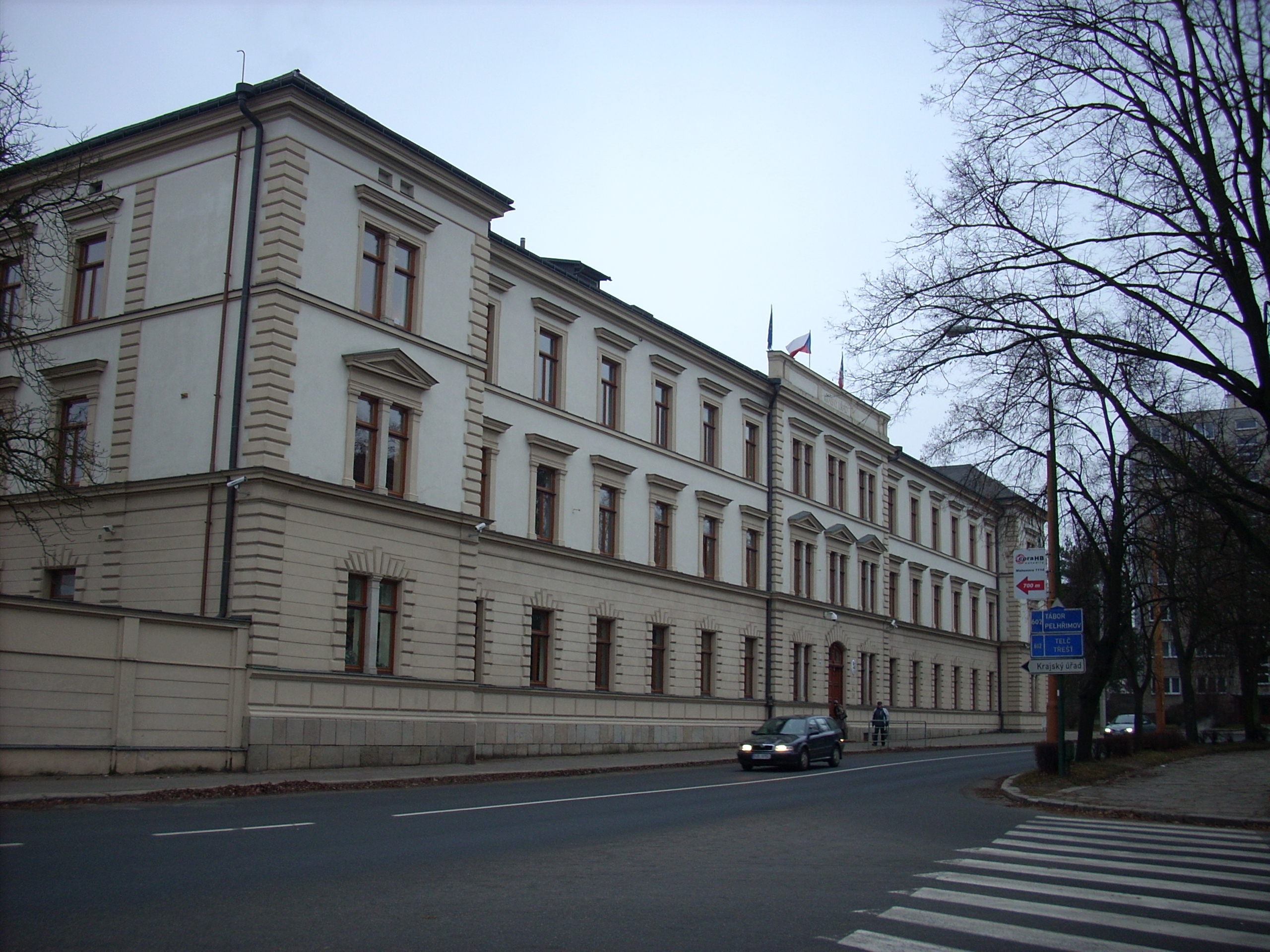
Krajský úřad Kraje Vysočina, Žižkova ulice

První impuls ohledně listopadu 1989 přišel od studentů Vysoké školy zemědělské a středních škol, kteří vstoupili do stávky, k těm se záhy připojili herci Horáckého divadla. První setkání se uskutečnilo 21. listopadu 1989, další dny se konala pravidelná setkání. 23. listopadu bylo založeno Občanské fórum. Dvouhodinová generální stávka se uskutečnila 27. listopadu.
1. července 1990 se osamostatnily obce Hybrálec, Malý Beranov, Měšín, Rantířov, Smrčná a Vílanec, 1. srpna 1990 Loučky, které se přičlenily k Vílanci, 1. ledna 1992 pak Cerekvička, Čížov, Rančířov a Rosice. Od 1. dubna 1991 usnesením rady č. 44/90 byla zřízena Městská pořádková služba, později Městská policie. Do Jihlavy přichází zahraniční kapitál – např. Kronospan, Bosch Diesel, Automotive Lighting. V roce 1994 Vysoká škola zemědělská Jihlavu opustila a v areálu se usídlila Vyšší odborná škola Jihlava, která vznikla téhož roku.
1. ledna 2000 se Jihlava opět stala krajským městem Kraje Vysočina a od listopadu téhož roku se stala statutárním městem.

### 21. století

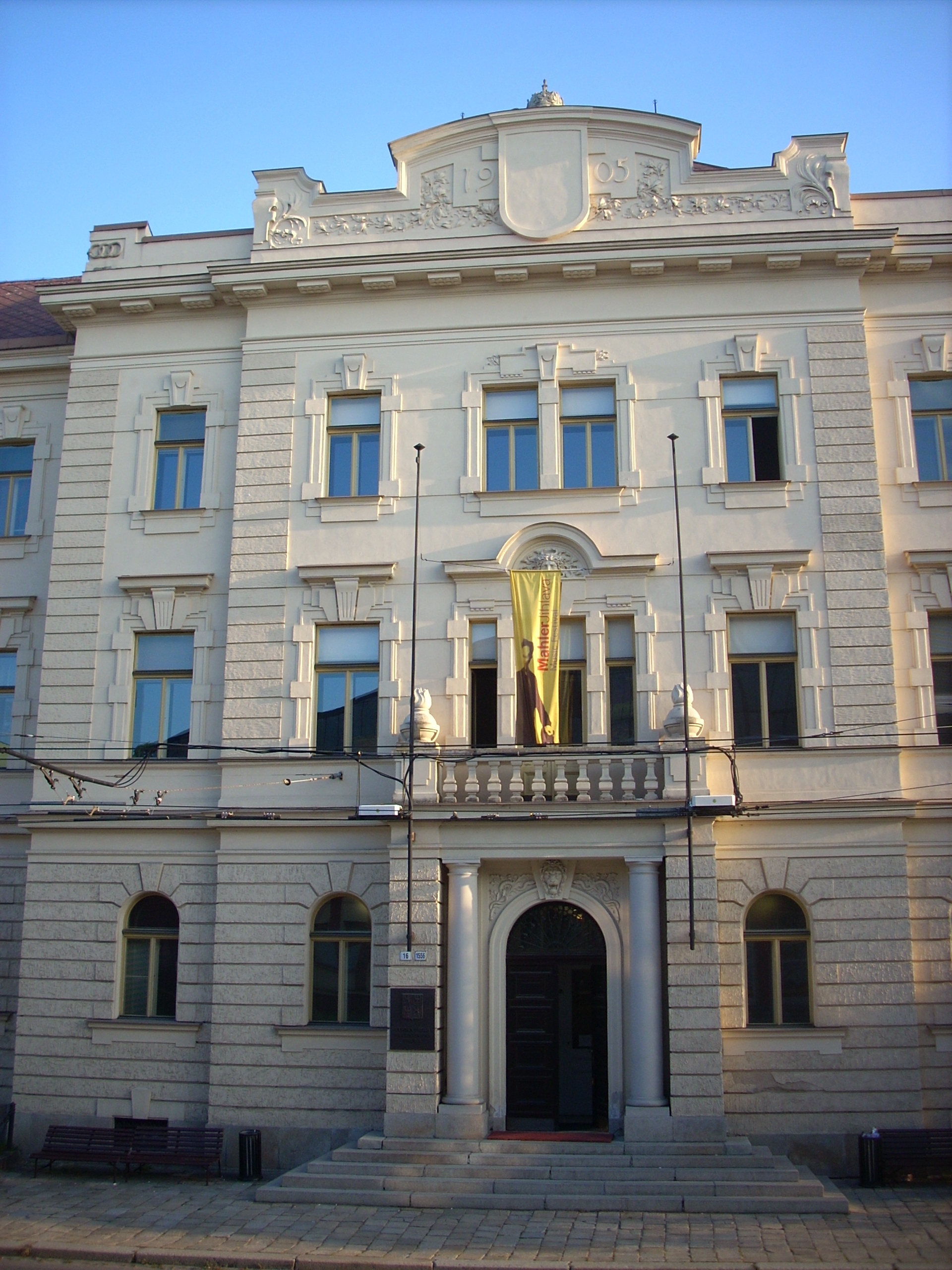
Budova Vysoké školy polytechnické Jihlava

15. července 2001 bylo otevřeno městské koupaliště Vodní ráj, které spravují Služby města Jihlavy. Zákonem č. 375/2004 Sb. ze dne 3. června 2004 vznikla nová veřejná vysoká škola – Vysoká škola polytechnická Jihlava. V říjnu 2008 bylo otevřeno obchodní centrum City Park. 1. dubna 2011 zahájilo provoz kulturní centrum Divadlo otevřených dveří DIOD v budově Sokola.
V letech 2012–2014 probíhala výstavba areálu Jihlavské terasy v prostorách bývalé Tesly na Havlíčkově ulici. Postupně zde vznikly lékařský dům s ordinacemi lékařů a lékárnou, domov pro seniory, mateřská škola, hotel, bytové domy, prádelna, restaurace, kavárna, galerie a park. V roce 2015 otevřel své brány v údolí řeky Jihlavy zábavní park Robinson.